# 立木文彦
立木 文彦（たちき ふみひこ、1961年4月29日 - ）は、日本の男性声優、ナレーター。長崎県南松浦郡（現：五島市）出身。大沢事務所所属。

## 来歴

### 生い立ち
長崎県南松浦郡（現：五島市）で誕生。
高校1年生の頃、憧れていた親戚の叔母に「ふみ坊、いい声しとるね」と声を褒められたことで、初めて自分の声に興味を持った。
高校生の時にリクルートブックで見た東京映像芸術学院への入学を決めて、高校卒業後に上京。
高校時代は男子校で演劇部には入っておらず、芝居の経験はなかったが、元々人前でおちゃらけたことが好きなタイプであり、高校生のころに「何かを表現したい」という気持ちになって徐々に目指していたと語る。
学校内では、多数の舞台を経験して在学中に親友と始めたデュオ・グループが声優音楽事務所の目に止まり、アマチュアとしてライブステージに立ち、同時に声優としての活動を始める。

### キャリア
声優としてのデビュー作品は、1983年のテレビアニメ『聖戦士ダンバイン』と本人は答えているが、実際にはその前番組『戦闘メカ ザブングル』に脇役として既に出演している。以降、日本のアニメやゲームで声を当てる以外にも、海外の映画やアニメの吹き替えや、CMやテレビ番組のナレーションなども行っていく。
吹き替えではフォレスト・ウィテカーやマイケル・ルーカー、トム・サイズモアなどを担当。ディズニー・ピクサー作品においてはジョン・ラッツェンバーガーの吹き替えをほぼ専属で担当している。
千葉繁が主宰していたバーストマンの劇団員でもあった。
2022年、第16回声優アワードにて助演男優賞を受賞。

### 音楽活動
TAKADA BANDの名義で三松亜美と共に、テレビアニメ『BLUE SEED』のオープニングテーマ「カルナバル・バベル」や、CDアルバム『3×3EYES』を発表したこともあった。また2003年には森川智之とともにヴォーカルユニット2HEARTSを結成し、音楽CDを発表したり、ライブ活動なども行っている。

### 所属事務所の変遷
かつてはトルバドール音楽事務所、賢プロダクションに所属していたが、大沢事務所へと移籍した。

## 人物・エピソード
20代の頃は、主人公の敵役や引き立て役など、実年齢よりも老けた役柄を演じることが多かった。小川びいによると、一癖も二癖もあるような人物役を演じていることで、ギラリと光るバイプレーヤーとしても知られているという。
ターニングポイントとなったのが、『新世紀エヴァンゲリオン』の碇ゲンドウ役であった。ゲンドウは48歳という設定だったが、当時の立木は30代前半だった。監督の庵野秀明は、「芝居をやらないでください」と感情を抑えた演技を要求しており、当時の立木はアニメ特有のデフォルメをしない演技に大いに戸惑っていた。『新世紀エヴァンゲリオン』に出演していた時はすごい冒険していたようなのはあった。しかしプレッシャーはあり、ゲンドウを演じていた時は分からず、スタジオの外のソファーで泣いていた。しかしその演出のお陰で、ゲンドウは作中のキャラの中でも存在感を示し、この時のゲンドウの演技はその後のナレーションでもヒントにもなったという。
総合格闘技イベントPRIDEのナレーターとして知られるが、フジテレビジョンのPRIDE放送撤退を受けて、PRIDEの煽りVTRのナレーションから遠ざかっていた時期もある。しかし、2006年11月5日に行われたPRIDE 武士道 -其の十三-にてPRIDEのナレーターとして復帰した。この際にはオープニングVTR内で「ナレーション 立木文彦」の文字を画面いっぱいに表示され、会場で歓声が上がった。当日の第1試合「ゲガール・ムサシVSヘクター・ロンバード」の紹介VTR内で、「NARRATION FUMIHIKO TACHIKI」の文字テロップとともに立木が自己紹介させられる場面があった。スポーツイベントにおいて、このようにナレーターを行っている人物にスポットを当てることは極めて稀なことであるが、立木の場合にはそれが行われた。PRIDEの活動停止後も格闘技イベントのDREAMやRIZINでナレーションを行っている。
『世界の果てまでイッテQ!』ではナレーションを務めていたが、プロデューサーの加藤幸二郎によるとナレーターに求めていた「個性的で魅力的な声」、「表現力豊かなナレーション技術」、「まじめな人柄」の三つが全て揃っていたという理由で立木を起用したという。加藤は力強く、荒々しく、温かみのある立木の声は、あらゆる世代に届き、家族で見る番組にとってありがたく、世界の様々な現象や情報を伝えるうえでの重みとインパクトも与えてくれたと絶賛していた。
ナレーションを務めている『世界の果てまでイッテQ!』の2012年最後の放送となった大忘年会祭り4時間生放送スペシャル内で行われた「お祭り男が挑む横浜・赤レンガ倉庫前での豊橋手筒花火」にて自身初の生放送番組への出演と生ナレーションに挑戦した。
ゲーム『New みんなのGOLF』でゲンゾウがキャディの時にナイスショットを打つと、「世界の果てまで！」と掛け声が流れる。
アニメ『銀魂』にて長らく長谷川泰三を演じていたが、2018年公開の実写版『銀魂2 -世にも奇妙な銀魂ちゃん-』では俳優として演じることになった。
2021年12月31日、『第72回NHK紅白歌合戦』の「カラフル特別企画 〜明日への勇気をくれる歌〜」の中で、『新世紀エヴァンゲリオン』の碇ゲンドウとして白組司会の大泉洋の名前を呼ぶなど、紅白特別仕様の台詞を入れる演出がなされた。
父は音楽教師で、立木が声優になる前は反対していたという。立木が前述の東京映像芸術学院の試験を受けて合格した後、父が、立木に内緒で長崎県から東京都まで「どんな学校なのか」とこっそり見に行っており、立木はそれを聞いていたところ驚いていた。しかし立木は「親父が死ぬまで涙は流さないぞ」と思っており、父を「もう、俺、これしかないから」と説得していたという。

## 出演
太字はメインキャラクター。

### テレビアニメ
1982年
- 戦闘メカ ザブングル（ゴッチ）
- 野生のさけび

1983年
- うる星やつら（1983年 - 1986年）
- 聖戦士ダンバイン（ゼット・ライト）

1984年
- 巨神ゴーグ（トメニク）
- 重戦機エルガイム（ルコ・マイト）
- 星銃士ビスマルク（エバンス、デスキュラ兵士 他）
- チックンタックン
- ふしぎなコアラブリンキー（乗客B）

1985年
- 機動戦士Ζガンダム（キグナン）

1986年
- がんばれ!キッカーズ（石井健太の父）
- 機動戦士ガンダムΖΖ（パンパ・リダ）
- 忍者戦士飛影（所長、医師）
- めぞん一刻（そば屋、部員、校長、酔っぱらい 他）

1987年
- 愛の若草物語（兵隊C）
- アニメ三銃士（兵士、役人）
- きまぐれオレンジ☆ロード（高校生）

1988年
- ウルトラB（看板屋）
- F-エフ（医者 他）

1989年
- 機動警察パトレイバー（1989年 - 1990年、整備員B、上司、幹部A、主任、係員、船長、駐在、隊長、専務、隊員B、青年団員、男、父 他）
- ジャングル大帝（新）（1989年 - 1990年）
- ミラクルジャイアンツ童夢くん（記者）
- らんま1/2（1989年 - 1992年、善さん、娘、紙人形の行商人） - 2シリーズ

1990年
- 楽しいムーミン一家（1990年 - 1991年、トラ〈夫〉、男B）
- ルパン三世 ヘミングウェイ・ペーパーの謎（マッシュ）

1991年
- アニメひみつの花園（ピッチャー）

1992年
- 宇宙の騎士テッカマンブレード（グリーン副官、伍長）
- 超電動ロボ 鉄人28号FX（1992年 - 1993年、元一、ハミルトン、ナレーション）
- スーパーヅガン（1992年 - 1993年、先生、店員、若造、店長、アナウンス、暮林、客A、悪魔、マネージャー 他）
- カリメロ（ピピ、ブッチ、ジョルジュ、カブローニ、子分）
- 姫ちゃんのリボン（1992年 - 1993年）

1993年
- ツヨシしっかりしなさい（竹の湯）
- 勇者特急マイトガイン（ニシ組若頭、セブン、ガンズ）
- 疾風!アイアンリーガー（1993年 - 1994年、ゴールドフット）
- 機動戦士Vガンダム（ワタリー）
- 剣勇伝説YAIBA（アンコウ）
- クッキングパパ（老人B、メガネの主人、屋台おやじ）
- ジャングルの王者ターちゃん（1993年 - 1994年、龍炎、ゴーリキ）

1994年
- クレヨンしんちゃん（1994年 - 、茂木、黒磯、警察犬パール）
- 勇者警察ジェイデッカー（1994年 - 1995年、シャドウ丸）
- 七つの海のティコ（部下B、船医）
- BLUE SEED（1994年 - 1995年、成島、警官、井上 他）

1995年
- 鬼神童子ZENKI（山伏）
- 愛天使伝説ウェディングピーチ（ウキマ）
- クマのプー太郎（ロジャー、ウッシー、マス・カラス）
- 魔法陣グルグル（大ボス）
- 新世紀エヴァンゲリオン（1995年 - 1996年、碇ゲンドウ）
- 飛べ!イサミ（研究員）

1996年
- エルフを狩るモノたち（1996年 - 1997年、ジャッジ） - 2シリーズ
- ゲゲゲの鬼太郎（第4作）（1997年 - 1998年、たんたん坊、ひでり神、のびあがり）
- 少年サンタの大冒険!（リッキー、グロッシー）
- セイバーマリオネットJ（眠丹善）
- 天空のエスカフローネ（プラクトゥ）
- バケツでごはん（寅二、サブ）
- 名探偵コナン（1996年 - 2023年、ウォッカ）
- 勇者指令ダグオン（デマッカ星人）

1997年
- 吸血姫美夕（立木安彦、刑事）
- 金田一少年の事件簿（針生聖典）
- 剣風伝奇ベルセルク（黒羊団長）
- スーパーフィッシング グランダー武蔵（ワルター・フォン・カネリ、ナレーション） - 2シリーズ
- HARELUYA II BØY（ボブじいさん、荊木ケースケ、ボディーガード）
- HAUNTEDじゃんくしょん（ナレーション）
- ポケットモンスター（マチス、アノキ）

1998年
- EAT-MAN'98（マイラの父）
- Weiß kreuz（牡丹）
- 時空探偵ゲンシクン（オトタン）
- SHADOW SKILL -影技-（グラド、老兵A、行商人）
- serial experiments lain（保護司）
- セクシーコマンドー外伝 すごいよ!!マサルさん（轟車じ郎）
- ドクタースランプ（タクシー運転手）
- TRIGUN（添乗員）
- 忍たま乱太郎（早撃ちのカニ）
- ひみつのアッコちゃん（第3作）（教頭）
- ふたり暮らし（神父）
- MASTERキートン（リベロ、警官）
- LEGEND OF BASARA（父〈長〉）

1999年
- アークザラッド（クォート）
- エデンズボゥイ（ヴィロッグ）
- コレクター・ユイ（国王）
- THE ビッグオー（ポール・リーダーマン）
- セラフィムコール（高山警部）
- ∀ガンダム（ムロン・ムロン）
- 南海奇皇（太郎田大吉）
- パワーストーン（弥次郎、町長）

2000年
- 犬夜叉（2000年 - 2002年、九十九の蝦蟇、九十九の蝦蟇次郎）
- 学校の怪談（滝沢運転手）
- ギブリーズ（奥平くん、米ちゃん）
- ゲートキーパーズ（補佐官）
- 幻想魔伝 最遊記（萬屋のおやじ）
- 週刊ストーリーランド（2000年 - 2001年、やくざC、不良4、黒川、カメラマンの男 他）
- 勝負師伝説 哲也（アメリカかぶれ）
- ゾイド -ZOIDS-（ハルフォード）
- デジタル所さん（TV-the cat）
- NieA 7（解説）
- はじめの一歩（藤原義男）
- ONE PIECE（2000年 - 、クリーク、赤犬 / サカズキ）

2001年
- ヴァンドレッド the second stage（男）
- キャプテン翼（第3作）（2001年 - 2002年、見上コーチ / 見上監督）
- ココロ図書館（梶原警部）
- サイボーグ009 THE CYBORG SOLDIER（ザンブロゾ）
- 砂漠の海賊!キャプテンクッパ（ニッキー）
- ジーンシャフト（ジョージ）
- シャーマンキング（ロニー）
- 超GALS!寿蘭（寿泰三〈2代目〉）
- Z.O.E Dolores, i（サメジ）
- ちっちゃな雪使いシュガー（長老、カラスのジョー）
- 電脳冒険記ウェブダイバー（デリトロス、浅羽ナオジロウ）
- ノワール（キラム）
- 魔法戦士リウイ（バーブ）
- ルパン三世 アルカトラズコネクション（ハイエナ）

2002年
- アソボット戦記五九（リヒト）
- 攻殻機動隊 STAND ALONE COMPLEX（スパイリーダー）
- 十二国記（巌趙）
- 超重神グラヴィオン（2002年 - 2004年、大統領） - 2シリーズ
- デジモンフロンティア（ケルベロモン）
- ポケットモンスター アドバンスジェネレーション（2002年 - 2006年、オダマキ博士、ルンパッパ）
- 炎の蜃気楼（片倉小十郎）

2003年
- 明日のナージャ（ハーコート公爵）
- E'S OTHERWISE（ナオズミ）
- ガングレイヴ（2003年 - 2004年、九頭文浩）
- キノの旅 -the Beautiful World-（戦車）
- ギャラクシーエンジェル（第3期）（老看守）
- コロッケ!（トンコツ）
- 魁!!クロマティ高校（ナレーション）
- 時空冒険記ゼントリックス（ローク博士）
- ストラトス・フォー（土井彼留斗）
- TEXHNOLYZE（川合拓也）
- 鋼の錬金術師（中年刑事）
- 無限戦記ポトリス（カタパルトカタ、ダイバオーン、機関車ポトリス）
- ヤミと帽子と本の旅人（ユーリィ、ニュルジュ、黒田陣内）

2004年
- かいけつゾロリ（タイガー）
- 北へ。〜Diamond Dust Drops〜（後藤）
- KURAU Phantom Memory（南田）
- グレネーダー 〜ほほえみの閃士〜（蒼馬三蔵）
- ケロロ軍曹（2004年 - 2011年、モジャラン人、ノイチョリ、アンゴル＝モアのパパ〈2代目〉、ゴマッカ星人）
- サムライチャンプルー（力鋭）
- 月詠 -MOON PHASE-（ビゴー）
- 光と水のダフネ（水樹洋一）
- ブラック・ジャック（オープニングナレーション〈ノンクレジット〉）
- MONSTER（刑事A、部下）
- 焼きたて!!ジャぱん（2004年 - 2006年、霧崎雄一 / パン屋のおじさん）

2005年
- アガサ・クリスティーの名探偵ポワロとマープル（検死官）
- GIRLSブラボー second season（えび〈モノローグ〉）
- SoltyRei（ジョセフ）
- 戦国英雄伝説 新釈 眞田十勇士 The Animation（島左近清興）
- 砂ぼうず（CMナレーション）
- トリニティ・ブラッド（ヴァーツラフ・ハヴェル）
- NARUTO -ナルト-（ガツ）
- バジリスク 〜甲賀忍法帖〜（服部半蔵）
- BLEACH（更木剣八）
- まじめにふまじめ かいけつゾロリ（2005年 - 2006年、ボス / タイガー）
- 雪の女王（長老トロル）

2006年
- ARIA The NATURAL（アパじいさん）
- エンジェル・ハート（早川俊輔）
- 桜蘭高校ホスト部（鳳敬雄）
- 銀魂（2006年 - 2018年、長谷川泰三、ナレーション） - 4シリーズ
- ゼーガペイン（タルボ）
- 働きマン（大工 他）
- ひぐらしのなく頃に（2006年 - 2007年、葛西辰由） - 2シリーズ
- びんちょうタン（オーク氏）
- BLACK LAGOON The Second Barrage（石黒）
- ラブゲッCHU 〜ミラクル声優白書〜（田中音響監督）
- ルパン三世 セブンデイズ・ラプソディ（ライアット）

2007年
- エル・カザド（リカルド）
- 逆境無頼カイジ（ナレーション）
- ゲゲゲの鬼太郎（第5作）（2007年 - 2009年、アカマタ）
- 恋する天使アンジェリーク〜かがやきの明日〜（聖獣の地の守護聖ヴィクトール）
- GR-GIANT ROBO-（テキサス）
- 地獄少女 二籠（菅野郁志）
- 獣神演武 -HERO TALES-（孔凋巌顔）
- 神霊狩/GHOST HOUND（古森良弥）
- スカルマン（神父）
- 精霊の守り人（タグル、王の槍）
- 逮捕しちゃうぞ フルスロットル（宇多村熊之助）
- D.Gray-man（マナ・ウォーカー、ナレーション、警官）
- デルトラクエスト（グロック）
- NANA（銀平）
- ひだまりスケッチ（2007年 - 2008年、岸の父親 他） - 2シリーズ
- らき☆すた（蜂屋せいいち、男、ヤンキー、教師、客、一般人、大学教授 他）
- ロケットガール（黒須、張天津）
- 湾岸ミッドナイト（高木優一）

2008年
- 仮面のメイドガイ（ナレーション）
- かんなぎ（上森のおじさん）
- ケメコデラックス!（ラーメン屋店主）
- 絶対可憐チルドレン（ブラックファントム）
- 全力ウサギ（カシラ）
- それいけ!アンパンマン（2008年 - 2023年、だいてん）
- 乃木坂春香の秘密（2008年 - 2009年、乃木坂玄冬） - 2シリーズ
- 墓場鬼太郎（院長）
- BLASSREITER（ウォルフ・ゲイリグ）
- ミチコとハッチン（マナベ）

2009年
- クイーンズブレイド 玉座を継ぐ者 / 流浪の戦士（セトラ）
- 懺・さよなら絶望先生（冬将軍）※第12話のイラストも担当
- シャングリ・ラ（軍爺）
- 生徒会の一存（ナレーション）
- 蒼天航路（賈詡）
- ねぎぼうずのあさたろう（下仁田ねぎのはんじ）
- 鋼の錬金術師 FULLMETAL ALCHEMIST（2009年 - 2010年、スロウス、ブリッグズ兵）
- 化物語（戦場ヶ原父）

2010年
- あそびにいくヨ!（宮城雄一）
- 荒川アンダー ザ ブリッジ（ビリー、ナレーション） - 2シリーズ
- おおかみかくし（櫛名田重次）
- 俺の妹がこんなに可愛いわけがない（2010年 - 2013年、高坂大介） - 3シリーズ
- テガミバチ REVERSE（ヘイズル・バレンタイン）
- 動物かんきょう会議（ワシのワッシ）
- ハートキャッチプリキュア!（原野一正）
- 百花繚乱 サムライガールズ（2010年 - 2013年、ナレーション、謎の声） - 2シリーズ
- メタルファイト ベイブレード シリーズ（2010年 - 2011年、中華DJ） - 2シリーズ

2011年
- 逆境無頼カイジ 破戒録篇（ナレーション）
- 日常（ナレーション）
- 30歳の保健体育（ナレーション、自主規声、AKフィールド）
- 真剣で私に恋しなさい!!（クッキー5）
- 輪るピングドラム（荻野目聡）
- 47都道府犬（長崎犬）
- レベルE（ナレーション）

2012年
- アルカナ・ファミリア -La storia della Arcana Famiglia-（モンド）
- えびてん 公立海老栖川高校天悶部（ナレーション）
- カンピオーネ! 〜まつろわぬ神々と神殺しの魔王〜（ナレーション）
- SKET DANCE（ナレーション）
- ハイスクールD×D（2012年 - 2018年、トゥワイス・クリティカル、ブーステッドギア、ドライグ） - 4シリーズ

2013年
- 宇宙兄弟（ジェーソン・バトラー）
- 義風堂々!! 兼続と慶次（藤田信吉）
- 世界でいちばん強くなりたい!（猪場清一）
- たまこまーけっと（大路吾平）
- 幕末義人伝 浪漫（柳沢吉保）
- HUNTER×HUNTER（モントゥトゥユピー） - 第2作

2014年
- カードファイト!! ヴァンガードG（2014年 - 2018年、ナレーション、新導ライブ〈砂漠の男〉） - 5シリーズ
- キャプテン・アース（マスター）
- 戦国BASARA Judge End（大谷吉継）
- ニセコイ（万里花の父）
- ばらかもん（教頭）
- ONE PIECE “3D2Y” エースの死を越えて! ルフィ仲間との誓い（赤犬 / サカズキ）

2015年
- うしおととら（飛頭蛮 父）
- 血界戦線（オズマルド）
- デス・パレード（ゲーム音声）
- バトルスピリッツ烈火魂＜バーニングソウル＞（ナレーション）
- ONE PIECE エピソードオブサボ 〜3兄弟の絆 奇跡の再会と受け継がれる意志〜（赤犬 / サカズキ）

2016年
- あまんちゅ!（2016年 - 2018年、校長先生） - 2シリーズ
- ナースウィッチ小麦ちゃんR（ナレーション）
- ビッグオーダー（鳴神弁慶）
- 不機嫌なモノノケ庵（ギギギの親分）
- 文豪ストレイドッグス（2016年 - 2023年、種田山頭火） - 2シリーズ
- 無彩限のファントム・ワールド（玲奈の父）
- 名探偵コナン エピソード“ONE” 小さくなった名探偵（ウォッカ）
- モブサイコ100（2016年 - 2019年、寺蛇） - 2シリーズ

2017年
- アイドル事変（ナレーション）
- 異世界食堂（2017年 - 2021年、アルフォンス） - 2シリーズ
- 異世界はスマートフォンとともに。（2017年 - 2023年、神様） - 2シリーズ
- ONE PIECE エピソードオブ東の海 〜ルフィと4人の仲間の大冒険!!〜（クリーク）
- アイドルマスター SideM（齋藤孝司） - 1シリーズ + 特別編
- ドリフェス!R（須佐誠）
- ブレンド・S（苺香の父）

2018年
- 3月のライオン（国分）
- ゴールデンカムイ（2018年 - 2023年、ナレーション） - 4シリーズ
- ハイスコアガール（アーサーさん）
- 学園BASARA（大谷吉継）
- アイドルマスター SideM 理由あってMini!（齋藤孝司）

2019年
- グリムノーツ The Animation（ドン・キホーテ、ジル・ド・レ）
- 新幹線変形ロボ シンカリオン（2019年 - 2021年、ナレーター、碇ゲンドウ） - 2シリーズ
- この世の果てで恋を唄う少女YU-NO（有馬広大）
- 神田川JET GIRLS（凛の父）
- ファンタシースターオンライン2 エピソード・オラクル（ジグ）

2020年
- ギャルと恐竜（ナレーション）
- ノー・ガンズ・ライフ（トゥエルブ）
- もっと!まじめにふまじめ かいけつゾロリ（2020年 - 2022年、タイガー） - 3シリーズ
- ぐらぶるっ!（バザラガ）
- アイドリッシュセブン Second BEAT!（千葉志津雄）
- おそ松さん（スケロク）

2021年
- 天地創造デザイン部（ナレーション）
- ぷっちみく♪ D4DJ Petit Mix（MC、ナレーション）
- ゲッターロボ アーク（マクドナルド）
- ひぐらしのなく頃に卒（葛西辰由）
- ワッチャプリマジ!（2021年 - 2022年、実況、MC）

2022年
- 恋は世界征服のあとで（ナレーション）
- それでも歩は寄せてくる（うるしの父）
- BLEACH 千年血戦篇（2022年 - 2024年、更木剣八） - 3シリーズ
- ポプテピピック TVアニメーション作品第二シリーズ（ポプ子〈第9話Bパート〉）

2023年
- ポケットモンスター めざせポケモンマスター（タケシのルンパッパ）
- ちびゴジラの逆襲（ちびヘドラ）
- カワイスギクライシス（鮫井波風）
- レベル1だけどユニークスキルで最強です（ブラックパーティー隊長）
- 柚木さんちの四兄弟。（霧島虎次郎）

2024年
- ぽんのみち（ショーキー）
- 勇気爆発バーンブレイバーン（ポーパルチープム）
- 戦隊大失格（2024年 - 2025年、撫子益荒男） - 2シリーズ
- ドラゴンボールDAIMA（ミノタウロス）

2025年
- 天久鷹央の推理カルテ（天久大鷲）
- 特装合体ロボ ジョブレイバー（レイノルド博士）
- ばっどがーる（ナレーション）
- ねこに転生したおじさん（スケキヨ）
- 3年Z組銀八先生（長谷川泰三）

### 劇場アニメ
1983年
- クラッシャージョウ（管制官）

1986年
- 強殖装甲ガイバー（隊員B）

1987年
- バリバリ伝説

1989年
- 機動警察パトレイバー the Movie（オッちゃん）

1992年
- 楽しいムーミン一家 ムーミン谷の彗星（天文学者A）

1993年
- 機動警察パトレイバー 2 the Movie（ブチヤマ）

1994年
- グスコーブドリの伝記（人買い）
- スラムダンク 全国制覇だ! 桜木花道（南郷洸一郎）

1995年
- KAZU&YASU ヒーロー誕生
- はじまりの冒険者たち レジェンド・オブ・クリスタニア（クイルド）
- ルパン三世 くたばれ!ノストラダムス（バート）

1997年
- クレヨンしんちゃん 暗黒タマタマ大追跡（サタケ）
- 新世紀エヴァンゲリオン劇場版 シト新生（碇ゲンドウ）
- 新世紀エヴァンゲリオン劇場版 Air/まごころを、君に（碇ゲンドウ）

1998年
- 機動戦艦ナデシコ -The prince of darkness-（アララギ）
- とつぜん!ネコの国 バニパルウィット（パパドール）

2000年
- A・LI・CE（ニコライ）
- クレヨンしんちゃん 嵐を呼ぶジャングル（黒磯、ゴミラ怪獣）

2001年
- 名探偵コナン 天国へのカウントダウン（ウォッカ）

2002年
- クレヨンしんちゃん 嵐を呼ぶ アッパレ!戦国大合戦（太郎左衛門）

2003年
- 犬夜叉 天下覇道の剣（叢雲牙）
- おどるポケモンひみつ基地（ルンパッパ）

2004年
- イノセンス
- エクスドライバー Nina & Rei Danger Zone（当麻）
- ONE PIECE 呪われた聖剣（ラコス）

2006年
- アタゴオルは猫の森（荊）
- クレヨンしんちゃん 伝説を呼ぶ 踊れ!アミーゴ!（黒磯）
- 劇場版BLEACH MEMORIES OF NOBODY（更木剣八）
- 時をかける少女（福島先生）
- まじめにふまじめ かいけつゾロリ なぞのお宝大さくせん（タイガー）

2007年
- ヱヴァンゲリヲン新劇場版:序（碇ゲンドウ）
- 劇場版BLEACH The DiamondDust Rebellion もう一つの氷輪丸（更木剣八）

2008年
- 劇場版 ゲゲゲの鬼太郎 日本爆裂!!（アカマタ）
- 劇場版BLEACH Fade to Black 君の名を呼ぶ（更木剣八）
- 真救世主伝説 北斗の拳 ケンシロウ伝（昆虫男2）
- HELLS ANGELS（ヘルヴィス）

2009年
- ヱヴァンゲリヲン新劇場版:破（碇ゲンドウ）
- 名探偵コナン 漆黒の追跡者（ウォッカ）

2010年
- 劇場版 銀魂 新訳紅桜篇（長谷川泰三）
- TRIGUN Badlands Rumble（メチーオ・タント・オゴラーレ）

2011年
- 劇場版 戦国BASARA -The Last Party-（大谷吉継）

2012年
- ヱヴァンゲリヲン新劇場版:Q（碇ゲンドウ）
- ONE PIECE FILM Z（赤犬 / サカズキ）

2013年
- 劇場版 銀魂 完結篇 万事屋よ永遠なれ（長谷川泰三）
- コードギアス 亡国のアキト 第2章「引き裂かれし翼竜」（ミヒャエル・アウグストゥス）
- 聖☆おにいさん（竜二）

2014年
- 宇宙兄弟#0（ジェーソン・バトラー）
- クレヨンしんちゃん ガチンコ!逆襲のロボとーちゃん（アコギデス）
- たまこラブストーリー（大路吾平）

2015年
- コードギアス 亡国のアキト 第3章「輝くもの天より堕つ」（ミヒャエル・アウグストゥス）
- サイボーグ009VSデビルマン（アダムス博士）

2016年
- 映画 妖怪ウォッチ 空飛ぶクジラとダブル世界の大冒険だニャン!（クジラ / 大妖鬼ホゲホエール / クジラマン）
- ゼーガペインADP（タルボ）
- 名探偵コナン 純黒の悪夢（ウォッカ）
- ONE PIECE FILM GOLD（サカズキ）

2017年
- 打ち上げ花火、下から見るか? 横から見るか?（花火師）

2019年
- ONE PIECE STAMPEDE（サカズキ）

2021年
- 銀魂 THE FINAL（長谷川泰三）
- シン・エヴァンゲリオン劇場版𝄇（碇ゲンドウ）

2022年
- 映画おしりたんてい シリアーティ（オラン大佐）
- RE:cycle of the PENGUINDRUM [前編] 君の列車は生存戦略（荻野目聡）
- ONE PIECE FILM RED（サカズキ）

2023年
- 名探偵コナン 黒鉄の魚影（ウォッカ）

2024年
- 範馬刃牙VSケンガンアシュラ（ナレーション）
- クレヨンしんちゃん オラたちの恐竜日記（黒磯）
- KING OF PRISM -Dramatic PRISM.1-（実況アナウンサー）
- ゼーガペインSTA（タルボ）
- 風都探偵 仮面ライダースカルの肖像（メモリ音声、ドライバー音声）

2025年
- たべっ子どうぶつ THE MOVIE（わにくん）
- KING OF PRISM-Your Endless Call-み〜んなきらめけ!プリズム☆ツアーズ（モグチ）
- 小林さんちのメイドラゴン さみしがりやの竜（キムンカムイ）

### OVA
1985年
- エリア88（レオンハルト）
- ジャスティ

1986年
- ウォナビーズ（記者A）
- うる星やつら アイム THE 終ちゃん
- バリバリ伝説 PART II 鈴鹿編

1987年
- うる星やつら 夢の仕掛人 因幡くん登場! ラムの未来はどうなるっちゃ!?
- エルフ・17（ハンマーマン）
- ダーティペア（看守）
- デジタル・デビル物語 女神転生（高井勉）
- プロジェクトA子2 大徳寺財閥の陰謀（スパイB）
- 笑う標的（不良高校生B）

1988年
- 機動警察パトレイバー（犯人B 他）

1989年
- うる星やつら ヤギさんとチーズ
- 沙羅曼蛇 ゴーファーの野望（閣僚B）

1990年
- しあわせのかたち（パパ、ゴラス）
- デビルマン 妖鳥死麗濡編（ゲルマー）
- CBキャラ 永井豪ワールド（ゲルマー、グール）
- BE-BOP HIGHSCHOOL（1990年 - 1998年、中間徹）

1991年
- うる星やつら 乙女ばしかの恐怖
- 夢枕獏 とわいらいと劇場 夢蜉蝣（試験官）

1992年
- ダウンロード 南無阿弥陀仏は愛の詩
- 万能文化猫娘（長官）

1993年
- アイドル防衛隊ハミングバード（蛇沼秘書）
- ぼくの地球を守って（爆桃のリーダー）

1994年
- I・R・I・A ZEIRAM THE ANIMATION（ジャンバル）
- GATCHAMAN（G‐5・竜）
- 銀河英雄伝説（マスカーニ少将）
- THE レイプマン（警備主任）
- 新・キューティーハニー（スカベンジャー）
- 爆炎CAMPUSガードレス（マッコイ様）

1995年
- 楽勝!ハイパードール（ミミズマン）

1996年
- 元祖 爆れつハンター（じい）
- 時空冒険 ぬうまもんじゃ〜（ゴンザレス）
- 闘神伝（カオス）
- レジェンド・オブ・クリスタニア（クイルド）

1997年
- ジャングルDEいこう!（驢馬人・デニーロ）
- ヴァンパイアハンター（ガロン）

1999年
- サクラ大戦 轟華絢爛（蛇助）
- 超神姫ダンガイザー3（1999年 - 2001年、美剣紅一郎）

2000年
- エクスドライバー（山崎教師）

2001年
- マジンカイザー（2001年 - 2003年、ボス） - 2作品

2002年
- 高校鉄拳伝タフ（左門清正）

2003年
- 新・北斗の拳（ナレーション）

2004年
- 疾風!アイアンリーガー 銀光の旗の下に（1994年 - 1995年、ゴールドフット）

2005年
- きらめき☆プロジェクト（2005年 - 2006年、島田耕作）
- 銀魂「何事も最初が肝心なので多少背伸びするくらいが丁度良い」（ナレーション）
- BLEACH The Sealed Sword Frenzy（更木剣八）

2007年
- テイルズ オブ シンフォニア THE ANIMATION（2007年 - 2012年、クラトス・アウリオン） - 3シリーズ
- やわらか三国志 突き刺せ!! 呂布子ちゃん（関羽）

2008年
- らき☆すたOVA（オリジナルなビジュアルとアニメーション）（男性脇役キャラクター）

2010年
- クイーンズブレイド 美しき闘士たち（セトラ）

2011年
- あそびにいくヨ!おーぶいえーであそびきにました!!OVAすぺしゃる（宮城雄一）
- かってに改蔵（ナレーション）
- 最遊記外伝（抄雨）
- ひぐらしのなく頃に煌（葛西辰由）

2012年
- 乃木坂春香の秘密 ふぃな〜れ♪（乃木坂玄冬）

2013年
- 波打際のむろみさん（いい声のナレーション）※コミックス第9巻DVD付特装版

2014年
- 銀魂「布団に入ってから拭き残しに気付いて寝るに寝れない時もある」（長谷川泰三）※コミックス第58巻DVD同梱版

2015年
- ハイスクールD×D NEW（ドライグ）※DX.1 BD付限定版

2016年
- ニセコイ（橘巌）※コミックス第21巻DVD同梱版

2017年
- 文豪ストレイドッグス（種田山頭火）※コミックス第13巻オリジナルアニメBD付き限定版

2018年
- ゴールデンカムイ（2018年 - 2020年、ナレーション） - コミックス第15巻・第17巻・第23巻アニメDVD同梱版

### Webアニメ
2000年代
- 魔法遊戯（2001年、魚吉）

2010年代
- 俺の妹がこんなに可愛いわけがない TRUE ROUTE（2011年、高坂大介）
- 宮河家の空腹（2013年、ひかげの同級生 他）
- 焼肉店センゴク（2017年、千石エイジ）
- 異世界居酒屋〜古都アイテーリアの居酒屋のぶ〜（2018年、先帝）
- ファイトリーグ ギア・ガジェット・ジェネレーターズ（2019年、ナレーション）
- ケンガンアシュラ（2019年 - 2023年、ナレーション） - 3シリーズ
- 銀魂 〜モンスターストライク編〜（2019年、長谷川泰三）

2020年代
- 銀魂 THE SEMI-FINAL（2021年、長谷川泰三）
- もっと!まじめにふまじめ かいけつゾロリ ゾロリのへや（2022年、タイガー）
- 風都探偵（2022年、ナレーション、ガイアメモリ音声）
- トミカヒーローズ ジョブレイバー 特装合体ロボ（2022年 - 2023年、レイノルド博士、シルバー〈Reynold〉、ポリスブレイバーエターナル 日産 NISSAN GT-R 覆面パトロールカー）
- 範馬刃牙（2023年、カイザー）
- スコット・ピルグリム テイクス・オフ（2023年)

### ゲーム
1994年
- うる星やつら 〜ディア マイ フレンズ〜

1995年
- 空想科学世界ガリバーボーイ（シルバー）

1996年
- アンジェリークSpecial2（精神の教官ヴィクトール）
- 王国のグランシェフ
- クマのプー太郎 空はピンクだ!全員集合!!（それダメっす）（ロジャー）
- 新スーパーロボット大戦（ワタリー・ギラ）
- タクティクスオウガ（バールゼフォン）
- 探偵 神宮寺三郎 未完のルポ（熊野参造）
- 伝説のオウガバトル（竜牙のフォーゲル、暗黒のガルフ）
- にとうしんでん（バイフー）

1997年
- エルフを狩るモノたち −完全版−（ジャッジ、市長）
- 機動戦士Ζガンダム（ギグナン・ラムザ）
- QUOVADIS 2〜惑星強襲オヴァン・レイ〜（ザイコフ・バイスコス）
- この世の果てで恋を唄う少女YU-NO（有馬広大）
- 真説サムライスピリッツ 武士道烈伝（破怨、波音）
- 新世紀エヴァンゲリオン 鋼鉄のガールフレンド（碇ゲンドウ）
- バウンダリーゲート（リオ）
- ブラッディロア（爆龍）
- My Dream 〜On Airが待てなくて〜（ガーリック・ブン）
- マリーのアトリエ 〜ザールブルグの錬金術士〜（クーゲル・リヒター、ディオ・シェンク、武器屋の親父）
- ルパン三世 カリオストロの城 -再会-（怪しい客）

1998年
- アンジェリーク 天空の鎮魂歌（精神の教官ヴィクトール）
- エアガイツ（ダッシャー猪場）
- エリーのアトリエ 〜ザールブルグの錬金術士2〜（ディオ・シェンク、武器屋の親父）
- 火星物語
- 金田一少年の事件簿 星見島 悲しみの復讐鬼（阿佐桐剛）
- クラッシュ・バンディクー3 ブッとび!世界一周（タイニー・タイガー）
- サクラ大戦2 〜君、死にたもうことなかれ〜（金剛）
- 新世紀エヴァンゲリオン エヴァと愉快な仲間たち（ゲンドウ）
- 新世代ロボット戦記ブレイブサーガ（シャドウ丸）
- ダブルキャスト（剛田豪）
- 探偵 神宮寺三郎 夢の終わりに（熊野参造）
- ビーバス&バットヘッド ヴァーチャル・アホ症候群

1999年
- SDガンダム GGENERATION（1999年 - 2016年、ケネス・スレッグ、ワタリー・ギラ、ムロン・ムロン） - 7作品
- クラッシュ・バンディクー レーシング（タイニー・タイガー）
- 新世紀エヴァンゲリオン (NINTENDO64)（碇ゲンドウ）
- 真・魔装機神 PANZER WARFARE（ルジェロ＝ゼラン＝カルロ）
- ソウ楽都市OSAKA（ゴーカイ・サンダンス）
- 蒼魔灯（ミゲル）
- デバイスレイン（壬生洋平）

2000年
- アンジェリーク トロワ（精神の教官ヴィクトール）
- クラッシュ・バンディクー カーニバル（タイニー・タイガー）
- ブレイブサーガ2（シャドウ丸）
- 名探偵コナン 3人の名推理（ウォッカ）
- ラブリーポップ麻雀 雀々しましょ2（柳沢童角）

2001年
- 犬夜叉（九十九の蝦蟇）
- アイシア（アルバイジャン）
- エクスターミネーション（カール・モリス）
- ガングレイヴ（九頭文治）
- スタートリングアドベンチャーズ 空想3×大冒険（キャプテン グリソム）
- ドキドキプリティリーグ Lovely Star（鯉村崎源太郎）
- From TV animation ONE PIECE グランドバトル!（クリーク）
- From TV animation ONE PIECE とびだせ海賊団!（クリーク）

2002年
- ゴジラ怪獣大乱闘（防衛軍）
- From TV animation ONE PIECE グランドバトル!2（クリーク）
- From TV animation ONE PIECE トレジャーバトル!（クリーク）

2003年
- アークザラッド 精霊の黄昏（シャムスン）
- ANUBIS ZONE OF THE ENDERS（ヴォルコヴォ）
- アンジェリーク エトワール（聖獣の地の守護聖ヴィクトール）
- 白詰草話 -Episode of the Clovers-（筒井敬一郎）
- 新世紀エヴァンゲリオン2（碇ゲンドウ）
- 新世紀エヴァンゲリオン 鋼鉄のガールフレンド2nd（碇ゲンドウ）
- SOCOM: U.S. NAVY SEALs（スペクター）
- テイルズ オブ シンフォニア（クラトス・アウリオン）
- 電脳戦機バーチャロン マーズ（ナレーション）
- デカボイス（マービン）
- ファンタスティックフォーチュン2（ブルー〈老年〉）
- From TV animation ONE PIECE オーシャンズドリーム!（クリーク）

2004年
- アーマード・コア ネクサス（ストラグル オペレーター）
- ガングレイヴO.D.（九頭文治）
- 決戦III（柴田勝家、黒田官兵衛）
- スーパーロボット大戦GC（ボス）
- ステラデウス（ギャラント）
- どろろ（田之介）
- ONE PIECE ランドランド!（クリーク）

2005年
- 新世紀勇者大戦
- 新選組群狼伝（斉藤一）
- スター・ウォーズ リパブリック・コマンド（デルタ フォー・オー"フィクサー"）
- ソウルキャリバーIII（ナイトメア）
- テイルズ オブ ザ ワールド なりきりダンジョン3
- ドラッグオンドラグーン2 封印の紅、背徳の黒（ジスモア）
- NAMCO x CAPCOM（アーサー、ドルアーガ）
- パーフェクトダーク ゼロ（ジャック・ダーク、対戦時の声）
- ファンタスティックフォーチュン2☆☆☆（ブルー〈老年〉）
- FRONT MISSION5 Scars of the War（ローランド・ブライリー、ナレーター）
- ONE PIECE グラバト! RUSH（クリーク）
- ONE PIECE パイレーツカーニバル（クリーク）
- 羅刹 -Alternative-（ナレーション）

2006年
- クレヨンしんちゃん 伝説を呼ぶ オマケの都ショックガーン!
- シークレット オブ エヴァンゲリオン（碇ゲンドウ）
- 式神の城III（カガチ）
- 新世紀エヴァンゲリオン 鋼鉄のガールフレンド 特別編（碇ゲンドウ）
- 新世紀エヴァンゲリオン2 造られしセカイ -another cases-（碇ゲンドウ）
- スーパーロボット大戦XO（ボス）
- テイルズ オブ ザ ワールド レディアント マイソロジー（クラトス）
- BULLET WITCH（ジョナサン）
- ひぐらしデイブレイク（葛西辰由）
- BLEACH 〜放たれし野望〜（更木剣八）
- BLEACH Wii 白刃きらめく輪舞曲（更木剣八）

2007年
- オーディンスフィア（オーダイン、ベルドー、ワーグナー）
- キングダム ハーツ Re:チェイン オブ メモリーズ（レクセウス）
- キングダム ハーツII ファイナル ミックス（レクセウス）
- 銀魂 銀さんと一緒! ボクのかぶき町日記（長谷川泰三）
- 銀魂 万事屋ちゅ〜ぶ ツッコマブル動画（長谷川泰三）
- シークレット オブ エヴァンゲリオン ポータブル（碇ゲンドウ）
- 新世紀エヴァンゲリオン バトルオーケストラ（碇ゲンドウ）
- テイルズ オブ ファンダム Vol.2（クラトス・アウリオン）
- ひぐらしのなく頃に祭（葛西辰由）
- BLEACH DS 2nd 黒衣ひらめく鎮魂歌（更木剣八）
- 名探偵エヴァンゲリオン（碇ゲンドウ）
- ONE PIECE アンリミテッドアドベンチャー（クリーク）

2008年
- アヴァロンコード（ゼノンバート）
- ARIA The ORIGINATION 〜蒼い惑星のエルシエロ〜（アパじいさん）
- Coded Soul -受け継がれしイデア-（フリーマン）
- ジグソーワールド 〜大激闘!ジグバトル・ヒーローズ〜（魔王）
- 新世紀エヴァンゲリオン 綾波育成計画DS with アスカ補完計画（碇ゲンドウ）
- 零 月蝕の仮面（四方月宗也）
- テイルズ オブ ヴェスペリア（「天上に反逆せし騎士」）
- テイルズ オブ シンフォニア -ラタトスクの騎士-（クラトス・アウリオン、ナレーション）
- 乃木坂春香の秘密 こすぷれ、はじめました♥（乃木坂玄冬）
- BLEACH バーサス・クルセイド（更木剣八）
- Mirror's Edge（ミラー警部補）
- らき☆すた 〜陵桜学園 桜藤祭〜（男性A、男性B、男性客、男性ナレーション、チュンの手下、司会、泥棒、車掌、テレビ音声）
- ONE PIECE アンリミテッドクルーズ エピソード1 波に揺れる秘宝（クリーク）

2009年
- おおかみかくし（櫛名田重次）
- 仮面ライダー クライマックスヒーローズ（ガイアメモリ音声、キングラウザー音声）
- 仮面ライダーバトル ガンバライド（実況アナウンス〈第7弾以降〉、仮面ライダーコア、ガイアメモリ音声、キングラウザー音声）
- キングダム ハーツ 358/2 Days（レクセウス）
- サモンナイトX 〜Tears Crown〜（ザイツ・エンドージ）
- 新世紀エヴァンゲリオン バトルオーケストラ PORTABLE（碇ゲンドウ）
- スーパーロボット大戦NEO（ゴールドフット）
- テイルズ オブ ザ ワールド レディアント マイソロジー2（クラトス・アウリオン）
- テイルズ オブ バーサス（クラトス・アウリオン）
- マグナカルタ2（ラウド・テスラ・マハン）
- 無限航路（バルフォス）
- らき☆すた ネットアイドル・マイスター（鳥工作 他）
- ロロナのアトリエ 〜アーランドの錬金術士〜（ハゲル・ボールドネス）
- ONE PIECE ワンピーベリーマッチ（クリーク）

2010年
- キングダム ハーツ バース バイ スリープ（エレウス）
- クレヨンしんちゃん おバカ大忍伝 すすめ!カスカベ忍者隊!
- クレヨンしんちゃん ショックガ〜ン!伝説を呼ぶオマケ大ケツ戦!!（くろいそ）
- 戦国BASARA3（大谷吉継）
- ソニック カラーズ（カラーパワー レーザー 他）
- トトリのアトリエ 〜アーランドの錬金術士2〜（ハゲル・ボールドネス、ゲラルド・コーネフ）
- ニーア・レプリカント（黒の書）
- 北斗無双（ラオウ）
- 龍が如く4 伝説を継ぐもの（葛城勲）
- ONE PIECE ギガントバトル!（赤犬 / サカズキ、クリーク）
- ONE PIECE ワンピーベリーマッチW（赤犬/サカズキ）

2011年
- アルカナ・ファミリア -La storia della Arcana Famiglia-（モンド）
- アンジェリーク 魔恋の六騎士（ヴァーン）
- オール仮面ライダー ライダージェネレーション（2011年 - 2012年、仮面ライダーコア、ガイアメモリ音声） - 2作品
- 俺の妹がこんなに可愛いわけがない ポータブル（高坂大介）
- クレヨンしんちゃん 宇宙DEアチョー!? 友情のおバカラテ!!
- コール オブ デューティ モダン・ウォーフェア3（オーバーロード）
- 戦国BASARA3 宴（大谷吉継）
- ソニック ジェネレーションズ（カラーパワー ロケット、スパイク）
- テイルズ オブ ザ ワールド レディアント マイソロジー3（クラトス・アウリオン）
- デューク ニューケム フォーエバー（デューク・ニュッケム）
- ファントムブレイカー（ファントム）
- メルルのアトリエ 〜アーランドの錬金術士3〜（ハゲル・ボールドネス）
- ラストストーリー（トリスタ将軍）
- ロード オブ アポカリプス（クトゥルフ）
- ONE PIECE アンリミテッドクルーズ スペシャル（赤犬 / サカズキ）
- ONE PIECE ギガントバトル! 2 新世界（赤犬 / サカズキ、クリーク）

2012年
- アルカナ・ファミリア -幽霊船の魔術師-（モンド）
- アルカナ・ファミリア -フェスタ・レガーロ!-（モンド）
- エルクローネのアトリエ 〜Dear for Otomate〜（武器屋の親父）
- 俺の妹がこんなに可愛いわけがない ポータブルが続くわけがない（高坂大介）
- キングダム ハーツ 3D ［ドリーム ドロップ ディスタンス］（エレウス、ビーグルボーイL）
- グレイトバトル フルブラスト（ガイアメモリ音声）
- 幻想水滸伝 紡がれし百年の時（ジャグワン）
- 真・北斗無双（ラオウ）
- STARHAWK（ローガン・グレイブス）
- デビルサマナー ソウルハッカーズ（フィネガン）
- 爆烈軍団レネゲード（インフェルノ）
- ペルソナ4 ジ・アルティメット イン マヨナカアリーナ（ナレーション）
- リズム怪盗R 皇帝ナポレオンの遺産（ナポレオン）
- ワンピース 海賊無双（2012年 - 2020年、赤犬 / サカズキ、首領・クリーク） - 4作品
- ワンピース ROMANCE DAWN 冒険の夜明け（赤犬 / サカズキ、クリーク）

2013年
- アルカナ・ファミリア2（モンド）
- 俺の妹がこんなに可愛いわけがない。 ハッピーエンド（高坂大介）
- キングダム ハーツ HD 1.5 リミックス（レクセウス）
- 銀魂のすごろく（長谷川泰三）
- ジョジョの奇妙な冒険 オールスターバトル（ハングドマン）
- 新・ロロナのアトリエ はじまりの物語〜アーランドの錬金術士〜（ハゲル・ボールドネス）
- スプリンターセル ブラックリスト（マジード・サディーク）
- Dragon's Dogma Dark Arisen（アッサラーム）
- テイルズ オブ シンフォニア ユニゾナントパック（クラトス・アウリオン）
- トイ・ウォーズ（レボルトスペシャルボイスA）
- プレイステーション オールスター・バトルロイヤル（スウィート・トゥース）
- メタルギア ライジング リベンジェンス（アンドレイ・ドルザエフ）
- ONE PIECE アンリミテッドワールド レッド（赤犬 / サカズキ）
- ペルソナ4 ジ・アルティマックス ウルトラスープレックスホールド（ナレーション、ヒノカグツチ）
- ソニック ロストワールド（カラーパワー）

2014年
- ガールフレンド（仮）（悪除霊師）
- キングダム ハーツ HD 2.5 リミックス（レクセウス / エレウス）
- グランブルーファンタジー（2014年 - 2024年、バザラガ、スモラビット・ハッケヨイ） - 4作品
- クレヨンしんちゃん 嵐を呼ぶ カスカベ映画スターズ!（黒磯）
- ジェイスターズ ビクトリーバーサス（赤犬）
- 神撃のバハムート（ガルノ、リシュリュー）
- 神話帝国ソウルサークル（聖徳太子）
- スーパーヒーロージェネレーション（ガイアメモリ）
- 戦国BASARA4（大谷吉継）
- 魔女王（エドガー＝ラング）
- ONE PIECE 超グランドバトル! X（赤犬 / サカズキ）
- ONE PIECE ワンピースキングス（クリーク、赤犬 / サカズキ）

2015年
- アルカナ・ファミリア -La storia della Arcana Famiglia- Ancora（モンド）
- Bloodborne The Old Hunters Edition（ガスコイン神父）
- E:RObotts（源治）
- エルダー・スクロールズ・オンライン（サー・キャドウェル）
- スーパーロボット大戦BX（ゼット・ライト、トメニク）
- スクール オブ ラグナロク（バルハラデス）
- 戦国BASARA4 皇（大谷吉継）
- ドラゴンクエストVIII 空と海と大地と呪われし姫君（ヤンガス）
- ドラゴンクエストヒーローズ 闇竜と世界樹の城（ヤンガス）
- ひぐらしのなく頃に粋（葛西、ナレーション）
- ルミナスアーク インフィニティ（カイラン）

2016年
- グリムノーツ（モルテ卿、ジル・ド・レ、カオス・ドン・キホーテ、カオス・青髭、ドン・キホーテ）
- ストリートファイターV（ギル）
- 戦国BASARA 真田幸村伝（大谷吉継）
- ドラゴンクエストヒーローズII 双子の王と予言の終わり（ヤンガス）
- 妖怪ウォッチ ぷにぷに（大妖鬼ホゲホエール、クジラマン、碇ゲンドウ、ウォッカ）
- ワンピース バーニングブラッド（赤犬 / サカズキ）

2017年
- カーズ3 勝利への道（マック）
- クラッシュ・バンディクー ブッとび3段もり!（タイニー・タイガー）
- 探偵 神宮寺三郎 GHOST OF THE DUSK（熊野参造）
- Shadowverse（昏き底より出でる者）
- ファイトリーグ（実況）
- ブラックローズサスペクツ（ウサギ男）
- Horizon Zero Dawn（ロスト）
- リディー&スールのアトリエ 〜不思議な絵画の錬金術士〜（ハゲル）
- New みんなのGOLF（ゲンゾウ）
- ソニック フォース（カラーパワー）

2018年
- 銀魂乱舞（長谷川泰三〈ナレーション〉）
- テイルズ オブ ザ レイズ（クラトス・アウリオン、ビエゾ）
- アイドルマスター SideM（齋藤社長〈齋藤孝司〉）
- CARAVAN STORIES（アルバン）
- レゴ インクレディブル・ファミリー（アンダーマイナー）
- 探偵 神宮寺三郎 プリズム・オブ・アイズ（熊野参造）
- アサシン クリード オデッセイ（ソクラテス）
- 仮面ライダー クライマックススクランブル ジオウ（仮面ライダーコア）
- 鬼武者（織田信長）
- Marvel's Spider-Man（ハンマーヘッド）

2019年
- テイルズ オブ ヴェスペリア REMASTER（「天上に反逆せし戦士」）
- ネルケと伝説の錬金術士たち 〜新たな大地のアトリエ〜（ハゲル・ボールドネス）
- チームソニックレーシング（カラーパワー）
- ドラゴンクエストライバルズ（ヤンガス）
- ドラゴンクエストXI 過ぎ去りし時を求めて S（アリス、ぱふぱふ娘〈エドゥリス〉）

2020年
- 共闘ことばRPG コトダマン（2020年 - 2022年、マダオ、碇ゲンドウ）
- スーパーロボット大戦DD（ボス）
- 仮面ライダーバトル ガンバライジング（仮面ライダーコア）
- 真・北斗無双 アプリ版（ラオウ）

2021年
- ファンタジア・リビルド（ドライグ）
- テイルズ オブ アライズ（ビエゾ）
- アイドルマスター SideM GROWING STARS（2021年 - 2023年、齋藤社長〈齋藤孝司〉）
- スーパーロボット大戦30（シャドウ丸）

2022年
- モンスターストライク（2022年 - 2023年、ウォッカ、スロウス）
- 機動戦隊アイアンサーガ（ボス）
- 鋼の錬金術師 MOBILE（スロウス）
- パズル&ドラゴンズ（サカズキ）
- Gungrave G.O.R.E（九頭文治）

2023年
- ONE PIECE ODYSSEY（赤犬 / サカズキ）
- 東京放課後サモナーズ（ゴルム）

2025年
- BLEACH Rebirth of Souls（更木剣八）
- RAIDOU Remastered: 超力兵団奇譚（九十九博士）
- ドラゴンボールZ カカロット（ミノタウロス）
- スーパーロボット大戦Y（マクドナルド）

### ドラマCD
- 久遠の絆平安編（藤原道綱）
- これはゾンビですか?（ナレーター）
- 三千世界の鴉を殺し（アンリ・ラクロワ副司令官）
- 少年陰陽師 天狐編 ドラマCD 第二巻 〜光の導を指し示せ〜（丞按）
- ZEGAPAIN audio drama OUR LAST DAYS（タルボ）
- 創竜伝（蜃海三郎）
- テイルズ オブ シンフォニア〜a long time ago〜vol.3（クラトス・アウリオン）
- デバイスレイン（壬生洋平）
- NEON GENESIS EVANGELION ADDITION（碇ゲンドウ）
- 爆れつハンター（ポテー家のじいや）
- BASARA〜謀略の城〜（三好長慶）
- BASTARD!! -暗黒の破壊神- ワンダフリャ・メガデス（ウリ・ロート）
- ひぐらしのなく頃に（葛西辰由）
- ほしいもパラダイス2 〜万能ネギ男を救出せよ！〜（レーズン大統領、かつお武士）
- 魔術士オーフェン 無謀編（ルシオン）
- マリア様がみてる（支倉令の父）
- ドラマCD 宮河家の空腹 〜宮河ひなたの一日〜（男性客）
- 宮河家の空腹 ヒャダインこと前山田健一が作曲したサウンドトラック シリーズ構成の待田堂子による新規撮り下ろしオリジナルドラマ 未放送のラジオ特別版を収録したCD（男性端役）
- やさしい竜の殺し方（ガイス）
- 勇者警察ジェイデッカー CDミステリー劇場 「謎の招待状〜今、真実が明かされる時〜」（シャドウ丸）
- らき☆すた ドラマCD（ドラマがコンプリートなディスク）（男性端役）
- ルイの魔裁判1 - 2（ビャク）
- ワイルドアームズ アドバンスド3rd オリジナルドラマ（リヒャルト）

### 吹き替え

#### 担当俳優
シャイ・マクブライド
- キッド（ケニー）
- 60セカンズ（ドニー・アストリッキー）※ソフト版
- プッシング・デイジー 〜恋するパイメーカー〜（エマーソン・コッド）

ジョン・ラッツェンバーガー
- アーロと少年（アール）
- インサイド・ヘッド（フリッツ）
- ウォーリー（ジョン）
- カーズシリーズ（マック）
  - カーズ（ハム、イエティ、P.T.フリー）
  - カーズ2
  - カーズ/クロスロード

- 2分の1の魔法（フェンウィック）
- ファインディング・ドリー（ビル）
- プレーンズ（ハーランド）
- プレーンズ2/ファイアー&レスキュー（ブロディ）
- モンスターズ・インクシリーズ（イエティ）
  - モンスターズ・インク
  - モンスターズ・ユニバーシティ
  - モンスターズ・ワーク

- リメンバー・ミー（フアン・ハノキョーセー）

トム・サイズモア
- エネミー・オブ・アメリカ（ポウリー・ピンテロ）※フジテレビ版
- 救命士（トム）
- パール・ハーバー（アール）※ソフト版
- ビッグ・トラブル（スネーク・デュプリー）
- ブラックホーク・ダウン（ダニー・マクナイト中佐）※テレビ東京版

ビル・パクストン
- アポロ13（フレッド・ヘイズ）※フジテレビ版
- エージェント・マロリー（ジョン・ケイン）
- 宿敵 因縁のハットフィールド&マッコイ（ランドール・マッコイ）

フォレスト・ウィテカー
- エクストラポレーションズ：すぐそこにある未来（オーガスト・ボーロ）
- 96時間/レクイエム（フランク・ドッツラー）
- クリミナル・マインド5 FBI行動分析課（サム・クーパー）
- クリミナル・マインド 特命捜査班レッドセル（サム・クーパー）
- ケープタウン（アリ・ソケーラ）
- ゴッドファーザー・オブ・ハーレム（エルズワース・"バンピー"・ジョンソン）
- サウスポー（ティック・ウィルズ）
- スター・ウォーズシリーズ（ソウ・ゲレラ）
  - ローグ・ワン/スター・ウォーズ・ストーリー
  - キャシアン・アンドー

- すべての終わり（トム）
- 大統領の執事の涙（セシル・ゲインズ）※BSジャパン版
- パニック・ルーム（バーナム）※ソフト版
- フェイク シティ ある男のルール（ジャック・ワンダー警部）
- ボディ・カウント（クレーン）
- メッセージ（ウェバー大佐）
- ラストキング・オブ・スコットランド（アミン）
- ラストスタンド（ジョン・バニスター捜査官）
- リスペクト（C・L・フランクリン）

マイケル・マドセン
- エグゼクティブ・ターゲット（ニック・ジェームズ）※テレビ東京版
- キル・ビル（バド）
- 007/ダイ・アナザー・デイ（ダミアン・ファルコ）※ソフト版

マイケル・ルーカー
- ザ・スーサイド・スクワッド “極”悪党、集結（サバント）
- シックス・デイ（マーシャル）※日本テレビ版
- シャドウビルダー（ヴァシー）
- マーベル・シネマティック・ユニバース（ヨンドゥ・ウドンタ）
  - ガーディアンズ・オブ・ギャラクシー
  - ガーディアンズ・オブ・ギャラクシー:リミックス
  - ホワット・イフ...?
  - ガーディアンズ・オブ・ギャラクシー ホリデー・スペシャル
  - ガーディアンズ・オブ・ギャラクシー:VOLUME 3

#### 映画（吹き替え）
- アイアン・ウィル/白銀に燃えて（ネッド〈オーガスト・シェレンバーグ〉）
- アイアン・カウボーイズ ミーツ・ゴーストライダー（リーダー）
- アウト・オブ・サイト（バディ・ブラッグ〈ヴィング・レイムス〉）※日本テレビ版
- アウト・オブ・タイム（ジュノー〈アドウェール・アキノエ＝アグバエ〉）※ソフト版
- アストロ・コップ（マイロ）
- アポロ11を追いかけて（土地の住民〈ドン・スウェイジ〉）
- アミスタッド（コヴィ〈キウェテル・イジョフォー〉）
- アルマゲドン（チック・チャップル〈ウィル・パットン〉[168]）※日本テレビ版
- アンタッチャブル（ジョージ〈ブラッド・サリヴァン〉）※ソフト版・テレビ朝日版、（スクープ）※フジテレビ版
- アンドレ/海から来た天使（ダン・スノー、ルー）
- E.T. ※BD・VHS版
- イヤー・オブ・ザ・ドラゴン（ロニー・チャン）
- インデペンデンス・デイ: リサージェンス（ジョシュア・T・アダムズ将軍〈ウィリアム・フィクナー〉[169]）
- ウェインズ・ワールド2（ハンサム・ダン）
- ウェルカム・トゥ・サラエボ（リスト〈ゴラン・ヴィシュニック〉）
- ウォーターワールド（プリアム〈ゼイクス・モカエ〉）※ソフト版
- エイリアン・ネイション（キプリング）※ソフト版
- エイリアンVSプレデター（クイン〈カーステン・ノルガード〉）
- エディ&マーティンの逃走人生（ジャングル・レッグ〈バーニー・マック〉）
- L.A.マフィア戦争/大殺戮（車椅子の男〈リーランド・オーサー〉）
- エンド・オブ・デイズ（アルビーノ〈ヴィクター・ヴェルナド〉）※テレビ朝日版
- オクトパス（キャスパー〈ラヴィル・イシヤノフ〉）※ソフト版、（ヘルムズマン）※テレビ朝日版
- 男たちの挽歌 II（ワン〈ン・マンタ〉）※カルチュア・パブリッシャーズ版
- 俺は飛ばし屋/プロゴルファー・ギル（シューター・マクギャビン〈クリストファー・マクドナルド〉）
- ガーフィールド（クリストファー・メロー〈マーク・クリストファー・ローレンス〉、スパンキー、作業員、イヌ2）
- ガール6（監督#2〈ロン・シルヴァー〉）
- カジュアリティーズ（ホーソーン軍曹）※フジテレビ版
- ガジュラ（署長）
- カットスロート・アイランド（競売人〈ロジャー・ブース〉）※フジテレビ版
- 金城武のピックアップ・アーティスト（ダーリの父〈ウォン・ヤッフェイ〉）
- 頑張れフリッパー（脱獄囚）
- キスへのプレリュード
- キング・オブ・ハーレー（オートミール）※テレビ東京版
- クリープゾーン エイジング・ウイルス（イーサン・グラント）
- グリッター きらめきの向こうに（ティモシー・ウォーカー〈テレンス・ハワード〉）
- クリフハンガー（ライアン）※日本テレビ版
- グレムリン（ジェラルド〈ジャッジ・ラインホルド〉）※フジテレビ版
- グローリー（差別主義の白人兵士〈マーク・A・レヴィ〉）※日本テレビ版
- クロオビキッズ（マーカス）
- K-9/友情に輝く星（フレディ）※ソフト版
- K-19（コンスタンティン・ポリアンスキー）※ソフト版
- 刑事ジョー ママにお手あげ ※フジテレビ版
- ゲッティング・イーブン（ボビー〈ソウル・ルビネック〉）
- ゲット・ショーティ（レオ〈デヴィッド・ペイマー〉）
- 告発の行方（スチュアート・ホロウェイ）※テレビ朝日版
- GODZILLA（レオナード、米軍兵、実業家、エド、艦長）※ソフト版
- ゴジラxコング 新たなる帝国（ルイス〈グレッグ・ハットン〉[170]）
- 13F（ラリー・マクベイン刑事〈デニス・ヘイスバート〉）
- サイバーテックP.D.（レジナルド・マシューズ〈クリス・サランドン〉）
- サイレントヒル: リベレーション3D（トラヴィス・グレイディ〈ピーター・アウターブリッジ〉）※ソフト版
- ザ・グリード（T.レイ・ジョーンズ〈トレヴァー・ゴダード〉）※ソフト版
- ザ・シークレット・サービス（ウォルター・ウィックランド）※テレビ朝日版
- ザ・スカルズ/髑髏の誓い（スパロウ刑事〈スティーヴ・ハリス〉）
- SURVIVOR/野獣地帯（ソームズ）
- ザ・ファーム 法律事務所（殺し屋〈トビン・ベル〉）※ソフト版
- ザ・ワン（ファンチ〈ジェイソン・ステイサム〉）※テレビ東京版
- 三銃士/王妃の首飾りとダ・ヴィンチの飛行船（ポルトス〈レイ・スティーヴンソン〉）※劇場公開版
- サンタクロース・リターンズ! クリスマス危機一髪（ザントマン〈マイケル・ドーン〉）
  - ウォルト・ディズニーのサンタクローズ3/クリスマス大決戦!（眠りの精〈マイケル・ドーン〉）
- シーズ・ソー・ラヴリー（キーファー〈ジェームズ・ガンドルフィーニ〉）
- ジェシカおばさんの事件簿/南南西に進路を取れ（バートルズ〈キース・デイヴィッド〉）
- シカゴ・コネクション/夢みて走れ（トニー〈ジョン・グリース〉）
- 7月4日に生まれて（副官〈デヴィッド・ウォーショフスキー〉、退役軍人〈マイケル・ウィンコット〉）※VHS版
- 死にゆく者への祈り（ビリー・ミーアン）
- 死の標的（モンキー）※テレビ朝日版
- 推定無罪（レオン・ウェルズ、ハロルド・グリーア）※テレビ朝日版
- 推定有罪（ビリー・フェッロ）※NHK版
- 素顔のままで（シャド〈ヴィング・レイムス〉）※テレビ朝日版
- スタークリスタル（スタヴロス）
- スタートレック 叛乱（ガラティン〈グレッグ・ヘンリー〉）
- スチュアート・リトル（レッド〈デヴィッド・アラン・グリア〉）※ソフト版
- ストレンジャー（スパッツ刑事）
- スネーク・アイズ（ホセ・パシフィコ・ルイーズ）※ソフト版
- スパイダーマン（ボーン・ソー・マッグロー〈ランディー・ポッフォ〉）
- スフィア（ハリー・アダムズ博士〈サミュエル・L・ジャクソン〉）
- スリー・キングス ※フジテレビ版
- 生存者（ジョー・カーペンター〈ビリー・ゼイン〉）
- ソルジャー（チャーチ大尉〈ゲイリー・ビジー〉）※フジテレビ版
- それでも夜は明ける（ソロモン・ノーサップ / プラット〈キウェテル・イジョフォー〉[171]）
- ダークナイト（ジェームズ・ゴードン〈ゲイリー・オールドマン〉[172]）※テレビ朝日版
- TAICHI/太極 ゼロ（ナレーション）
- TAICHI/太極 ヒーロー（ナレーション）
- ダイ・ハード2（護送機のパイロット、空港の警官の一人、空港管制官）※テレビ朝日版
- タイムコップ（ライル・アトウッド）※テレビ朝日版
- 007/リビング・デイライツ（本部の男性）※ANA機内上映版
- 007/消されたライセンス（ホーキンス、ペレス）※TBS版
- ダンク・ブラザース/脱線ファンにご用心（車盗難被害者〈ジェフリー・ロス〉）
- 沈黙の奪還（ヴェンセン）
- ツイスター（プリチャー）※日本テレビ版
- デアデビル（ホセ・ケサダ〈ポール・ベン＝ヴィクター〉）
- D2 マイティ・ダック（ウルフ・スタンソン〈カーステン・ノルガード〉）
- デス・ゲーム2025（エリック・サイス〈J・R・ボーン〉）
- テッド（ガイ〈パトリック・ウォーバートン〉）
- テッド2（ガイ〈パトリック・ウォーバートン〉[173]）
- DUNE/デューン 砂の惑星（ラッバーン・ハルコンネン〈デイヴ・バウティスタ〉[174]）
  - デューン 砂の惑星PART2[175]
- DENGEKI 電撃（ストラット〈マイケル・ジェイ・ホワイト〉）※日本テレビ版
- トークショー（マイケル・オーヴィッツ〈トリート・ウィリアムズ〉）
- ドーベルマン（ピットビュル）
- ドラゴン・ブレイド（ラオシュウ〈ワン・タイリー〉）
- トランスフォーマー/ダークサイド・ムーン（ディーノ〈フランチェスコ・クイン〉）
- ドロップ・ゾーン（タイ・モンクリーフ〈ゲイリー・ビジー〉）※ソフト版
- 人間蟲（マーティン）
- ネバー・サレンダー 肉弾凶器（モーガン）※テレビ東京版
- ノッティングヒルの恋人（バーニー〈ヒュー・ボネヴィル〉）※日本テレビ版
- パーフェクト・ワールド（テリー・ピュー〈キース・ザラバッカ〉）※テレビ東京版
- バーブ・ワイヤー/ブロンド美女戦記（カーリー〈ウド・キア〉）※ソフト版
- バイオハザードシリーズ
  - バイオハザードIII（アルバート・ウェスカー〈ジェイソン・オマラ〉）※ソフト版
  - バイオハザードIV アフターライフ（アルバート・ウェスカー〈ショーン・ロバーツ〉）※劇場公開版
  - バイオハザードV リトリビューション（アルバート・ウェスカー〈ショーン・ロバーツ〉）※劇場公開版
  - バイオハザード: ザ・ファイナル（アルバート・ウェスカー〈ショーン・ロバーツ〉[176]）
- バイカーボーイズ（スリック・ウィル〈エリク・ラ・サル〉）
- バック・ビート（ジョン・レノン〈イアン・ハート〉）
- バッド・アス（パンサー〈チャールズ・S・ダットン〉）
- バッドデイズ（オデル・ウィリアムズ〈マイケル・ジェイ・ホワイト〉）
- バッファロー'66（ソニー〈ジャン＝マイケル・ヴィンセント〉）
- パルプ・フィクション（ジミー〈クエンティン・タランティーノ〉）
- ビバリーヒルズ・チワワ2（デルガド〈ミゲル・フェラー〉）
- ビューティフル・ガールズ（ポール・カークウッド〈マイケル・ラパポート〉）
- ピュア・デンジャー/追撃（デパルマ）※VHS版
- フーズ・ザット・ガール（銃の密売人）
- フェイス/オフ（ティオ・ビオンディ〈ロバート・ウィズダム〉）※テレビ朝日旧録版
- 不法侵入（ビッグ・アングロ）※ソフト版
- ブラック・ダイヤモンド（ブラッド・エンフォーサー）※テレビ朝日版
- ブラック・レイン（松本正博〈高倉健〉）※ソフト版
- ブレーキ・ダウン（バーテンダー）※ソフト版
- ブレイド（クイン〈ドナル・ローグ〉）※テレビ東京版
- フロム・ダスク・ティル・ドーン3（ホアキン）
- ベイビー・トーク3/ワンダフルファミリー（チャールズ・バークレー）※ソフト版
- ペリカン文書（カーメル〈スタンリー・トゥッチ〉）※ソフト版
- ヘンリー もう一つの連続殺人鬼の記録（ヘンリー）
- ぼくはゴーディ（クラグマン）
- ボブ★ロバーツ（バッグス・ラプリン〈ジャンカルロ・エスポジート〉）
- マーキュリー・ライジング（マーティン・リンチ〈ジョン・キャロル・リンチ〉）※テレビ朝日版
- マインクラフト/ザ・ムービー（ビデオゲーム解説者[177]）
- マネー・トレイン ※フジテレビ版
- マペットの宝島（パイク、フロイド・ペッパー、執事、オブライエン）
- 真夜中の記憶（ジョルジオス・ラトー）
- マングラー（ハーブ・ディメント）
- MUSA -武士-（隊正チン・リプ〈アン・ソンギ〉）
- メン・オブ・ウォー（オカー〈ティム・ギニー〉）
- 野獣の瞳（観客〈ヴィンセント・コク〉）
- 夢駆ける馬ドリーマー（パーマー〈デヴィッド・モース〉）
- 48時間PART2/帰って来たふたり（ジャック・ケイツ〈ニック・ノルティ〉）※日本テレビ版
- ラスト・アクション・ヒーロー（ウィスカーズ〈ダニー・デヴィート〉、M.C.ハマー）※ソフト版
- ラスト・キャッスル（デルウォ）
- ラストマン・スタンディング（ヒッキー〈クリストファー・ウォーケン〉）※テレビ朝日版
- 乱気流/タービュランス（スタッブス〈ブレンダン・グリーソン〉[178]）※ソフト版
- ランダム・ハーツ（アルシー〈チャールズ・S・ダットン〉）※ソフト版
- リーサル・ウェポン3（ビリー〈マーク・ペルグリノ〉）※ソフト版
- リトル・ジャイアンツ（マイク・ハマースミス〈ブライアン・ヘイリー〉）
- 流血の絆/野望篇（警視〈ジャン＝ルイ・トランティニャン〉）
- Ray/レイ（ジョー・アダムス〈ハリー・J・レニックス〉）
- レジェンド・オブ・メキシコ/デスペラード（ニコラス〈ジュリオ・オスカー・メチョソ〉）
- REBEL MOON: パート1 炎の子（タイタス将軍〈ジャイモン・フンスー〉[179]）
- ローグ アサシン（ジョン・クロフォード捜査官〈ジェイソン・ステイサム〉）
- ロード・オブ・ザ・リング/二つの塔（ギャムリング〈ブルース・ホプキンス〉）
- ロード・オブ・ザ・リング/王の帰還（ギャムリング〈ブルース・ホプキンス〉）
- ローラーボール ※テレビ東京版
- ロケッティア（ウィルマー）※ソフト版
- ロボコップ3（モレノ〈ダニエル・フォン・バーゲン〉）※ソフト版・テレビ東京版
- ロンゲストナイト（イウトン〈ラウ・チンワン〉、パット〈ウォン・ティンラム〉）
- ワイルドシングス（アート・マドックス、ウォルター）※ソフト版
- ワイルド・スピード SKY MISSION（ジャカンディ〈ジャイモン・フンスー〉）
- 101 ※ソフト版

#### ドラマ
- ER緊急救命室
  - シーズン1（ティミー・ローリンズ〈グレン・プラマー〉）
  - シーズン4 #5（バーテン〈J・ダリル・ウィリアムズ〉）
  - シーズン5 #5（ジョー・チャタロウスキー〈ジミー・Ｆ・スキャッグス〉）
- インディ・ジョーンズ/若き日の大冒険
- VINYL‐ヴァイナル- Sex,Drugs,Rock'n'Roll&NY（リッチー・フィネストラ〈ボビー・カナヴェイル〉）
- NCIS 〜ネイビー犯罪捜査班 シーズン9 #13（ニック・バリス〈ルイス・フェレイラ〉）
- F.B.EYE!! 相棒犬リーと女性捜査官スーの感動!事件簿 #3（ジェリー・ホワイト）
- 恐竜家族
- グッド・ドクター 名医の条件 シーズン4
- 刑事コロンボシリーズ
  - 刑事コロンボ 死者の身代金（TV番組の男優〈フレッド・マクマレイ〉）※完全版追加収録部分
  - 刑事コロンボ 策謀の結末（チャック・ジェンセン〈L・Q・ジョーンズ〉）※日本テレビ版
  - 新・刑事コロンボ 華麗なる罠（ロン・セイ、歯医者）※ロンは本人役
  - 新・刑事コロンボ マリブビーチ殺人事件（チャーリー〈ピーター・ジョリー〉）
  - 新・刑事コロンボ 影なき殺人者（リトル・リチャード）※本人役
- 刑事ナッシュ・ブリッジス シーズン2 #9（ソクラティーズ）
- ザ・コミッシュ シーズン1 #8（ソニー・ブレイク）
- 三国志演義（伏完、夏侯淵妙才）※NHK-BS2版
- CSI:7 科学捜査班 #9（ミッキー・ダン）
- CSI:マイアミ9（ジャック・トラー）
- シャーロック・ホームズの冒険（ジョン・H・ワトスン〈デビッド・バーク〉）※追加収録部分
  - ウィステリア荘（ガルシア）
- 新アウターリミッツ（デニス〈クリント・ハワード〉）
- 新スパイ大作戦（ラファエル・オ-チャ）
- 新・逃亡者（フィリップ・ジェラード〈ミケルティ・ウィリアムソン〉）※フジテレビ版
- スタートレックシリーズ
  - スタートレック:ディープ・スペース・ナイン（コール、ロクエル大使〈ポール・エイディング〉）
  - スタートレック:ヴォイジャー（ジャー・カラ）
- ストライクバック2:極秘ミッション（カール・マトロック〈ヴィンセント・リーガン〉）
- ドクタークイン 大西部の女医物語（ハンク・ローソン）
- 特攻野郎Aチーム シーズン4 #13（パンチョー）
- バーン・ノーティス 元スパイの逆襲（トーマス・オニール）
- パワーレンジャー（スティーブ〈ダグラス・スローン〉）
- ファミリータイズ シーズン3 #13・21（レオナルド）
- ヘイロー: ナイトフォール（エーケン〈スティーヴン・ウォディントン〉）
- 冒険野郎マクガイバー シーズン2 #13（ライル〈ヴィンセント・スキャヴェリ〉）
- マペット放送局（バート）
- ミディアム6 霊能者アリソン・デュボア（ピーター・ワイナント）
- THE MENTALIST メンタリストの捜査ファイル（リック・キャリス）
- モビー・ディック（クイーケグ）
- ヤングライダーズ シーズン1 #14（ヘドン）、#23（ミラー軍曹）
- ラスベガス（ルイ・アンブローズ〈パトリック・キルパトリック〉）
- ONE PIECE（2023年、クリーク）

#### アニメ
- アクアキッズ（ガルー）
- アニマニアックス（ラルフ・T.・ガード）
- インサイド・ヘッド（機関士）
- Ultraman: Rising（オンダ博士[180]）
- カンフー・パンダ2（マスター・サイ）
- キャスパー（ハーベイ博士）※VHS版
- コウノトリ大作戦!（ジャスパー）
- サムライジャック（国王、ザ・サムライ）
- ジャスティス・リーグ（ドレーガ）
- スター・ウォーズ/クローン・ウォーズ（テレビシリーズ）（プロ・クーン）
- スター・ウォーズ: バッド・バッチ（ソウ・ゲレラ）
- スター・ウォーズ 反乱者たち（ソウ・ゲレラ）
- スモールフット（ストーンキーパー[181]）
- トランスフォーマー アドベンチャー（メガトロナス）
- トランスフォーマー アニメイテッド（メルトダウン）
- トランスフォーマー ザ・リバース（サイクロナス[182]、スパズマ[182]）
- トロールズ ミュージック★パワー（スミッジ[183]）
- 長ぐつをはいたネコ（ラウル）
- 2020年ワンダー・キディ（プリンス）
- ねこのガーフィールド（ローランド[184]）
- バイオハザード: インフィニット ダークネス（ジェイソン[185]）
- バットマン（ケン兄弟〈2代目〉、記者）
- バットマン:ブレイブ&ボールド（グロット）
- ファイアボール チャーミング（ユーリ[186]）
- ベイマックス（ヤマ）
- ボス・ベイビー（ユージーン[187]）
- ホワット・イフ...?（ニック・フューリー[166]）
- マイリトルポニー〜トモダチは魔法〜（ドラゴン、店主ポニー）
- ミニオンズ フィーバー（ストロング・ホールド[188]）
- ミュータント タートルズ（ステンレス・スティーヴ）
- メアリーと秘密の王国（ニム・ガルー）
- モンキーマジック（ウラブッダ）
- リメンバー・ミー（コンテストの老人参加者）
- レックス・ザ・ラント（バッド・ボブ）

#### 人形劇
- サンダーバード55/GoGo（ザ・フッド）
- ネビュラ75（キャズウェル船長）[189]

### 特撮
- 超力戦隊オーレンジャー（1995年、バラプリンターの声）
- 仮面ライダーシリーズ
  - 仮面ライダークウガ（2000年、ナレーション）
  - 仮面ライダー剣（2004年、ラウズアブゾーバー音声、キングラウザー音声）
  - 仮面ライダーディケイド（2009年、ン・ガミオ・ゼダの声）
  - 仮面ライダーW（2009年、ナレーション、ガイアメモリ音声）
  - 仮面ライダー×仮面ライダー W&ディケイド MOVIE大戦2010（2009年、ガイアメモリの声）
  - 仮面ライダーW FOREVER AtoZ/運命のガイアメモリ（2010年、ナレーター）
  - 仮面ライダー×仮面ライダー オーズ&ダブル feat.スカル MOVIE大戦CORE（2010年、仮面ライダーコアの声、ガイアメモリの声）
  - 仮面ライダー ビヨンド・ジェネレーションズ（2021年、ショッカー幹部[190]）

### テレビ
- 踊る!さんま御殿!!（2021年11月30日）
- 人志松本の酒のツマミになる話（2023年10月20日）

### ラジオ
- ランティスwebラジオ「ネオロマンス♥ライヴ HOT! 10 Count down Radio」内「2HEARTSの "ガチで行け!!"」枠パーソナリティ（水曜更新）
- BLEACH “B” STATION（2005年6月度マンスリーパーソナリティー）

### オーディオドラマ
- 9S＜ナインエス＞（伊達真治）
- ほしいもパラダイス 〜乾物を越えた愛〜（レーズン大統領）
- VOMIC ミカド☆ボーイ（神田吾郎[191]）
- ニッポン放送開局60周年ミュ〜コミ+プラス・ラジオドラマ「バック・トゥ・ザ・レディオ」（ナレーション、吉田尚記[192]）
- NHK ラジオドラマ「ヘウレーカ」（ナレーション）[193]
- アイドルマスター SideM「315 PASSION CONTENTS」『10th Anniversary Fes 〜サイコーのパッションで！〜』（2024年、齋藤孝司）

### ラジオCM
- ジャパンニューアルファ（関東地区で展開されているパチンコスロットホール）

### その他CD
- RADIO DJCD BLEACH “B” STATION Vol.2
- A Letter From Allnighters （Sunaga T Experience）
  - Jazz Allnighters（ナレーション）
- 強者語り（本人役）
- ももいろクローバーZ「Z伝説 〜終わりなき革命〜」（メンバーコールなど）

### 映像商品
- “おれパラ”2010 LIVE DVD（2HEARTSとして参加）
- おれパラ2017 10th Anniversary〜ORE!!SUMMER〜（2HEARTSとして参加）
- おれパラ2020〜ORE!!SUMMER〜（2HEARTSとして参加）
- 銀魂桜祭り2011（仮）
- 銀魂銀祭り2019（仮）
- 戦国BASARA バサラ祭り3 2010〜春の陣〜
- テイルズ オブ フェスティバル2020
- ネオロマンスシリーズ
  - ライブビデオ アンジェリークメモワール2000
  - ライブビデオ ネオロマンス・フェスタ3
  - ライブビデオ ネオロマンス・フェスタ4
  - ライブビデオ ネオロマンス・フェスタ4 in 大阪
  - ライブビデオ ネオロマンス・フェスタ5
  - ライブビデオ ネオロマンス・ライヴ 2003 Autumn
  - ライブビデオ ネオロマンス・ライヴ 2004 Summer
  - ライブビデオ ネオロマンス・フェスタ7
  - ライブビデオ ネオロマンス・ライヴ 2005 Winter
  - ライブビデオ ネオロマンス・フェスタ　アンジェ舞踏会
  - ライブビデオ ネオロマンス15周年Special ネオロマンスライヴ 〜アンジェリーク＆ネオ アンジェリーク〜
  - ライブビデオ ネオロマンスイベント“10 YEARS LOVE ”
  - ライブビデオ ネオロマンス スターライト♥クリスマス2010
  - ライブビデオ ネオロマンスフェスタ アンジェリーク メモワール2015
  - ライブビデオ ネオロマンス 20th アニバーサリー♥フィナーレ
  - ライブビデオ ネオロマンス・イベント DVD-BOX Vol.1〜5
  - ネオロマンスライブHOT!10Count down Radio ROCKET★PUNCH!1〜4（2HEARTSとして参加）
- 森川智之25周年記念ディナーショー 冬の陽の暖かさに包まれて2012（ゲスト出演）
- 森川智之30周年記念ディナーショー 冬の陽の暖かさに包まれて2017（ゲスト出演）

### パチンコ・パチスロ
- CR新世紀エヴァンゲリオンシリーズ（碇ゲンドウ）
- Pゴジラ対エヴァンゲリオン 〜G細胞覚醒〜（碇ゲンドウ）
- CRバジリスク 〜甲賀忍法帖〜（服部半蔵）
- パチスロ バジリスク 〜甲賀忍法帖〜II（服部半蔵）
- パチスロ麻雀物語2 激闘!麻雀グランプリ（天和、演出音声）
- CR金田一少年の事件簿（剣持勇）
- パチスロ戦国コレクション2（武将ガチャ）
- Pやじきた道中記

### ナレーション
- ニコニコ大会議2010秋〜それはロックか?〜宣伝映像
- MASTERCUP宣伝・オープニング映像

#### テレビ番組
- NHK
  - 最新研究!歴史フロンティア 令和の新発見ランキング（2023年3月25日、NHK BSプレミアム）
- 日本テレビ系
  - 世界の果てまでイッテQ!（オープニングのタイトルコールも担当）
  - なるほど!ハイスクール（同上、2011年10月20日 - 2012年3月8日）
  - ミリオンダイス（同上）
  - ACTION 日本を動かすプロジェクト
  - うわっ!ダマされた大賞
  - news every.（特集コーナー、不定期）
  - NNN Newsリアルタイム（特集コーナー、不定期）
  - NEWS ZERO（同上）
  - 世界まる見え!テレビ特捜部
  - そこまでやるかマン 世界最強の勇者たち
  - 未知の世界を撮りたい 驚き（秘）映像ハンター! ドリームビジョン（特番時代のみでレギュラー時代は垂木勉が担当していた）
  - くりぃむしちゅーのたりらリでイキます!!
  - 新どっちの料理ショー（三宅チーム、読売テレビ製作）
  - 生と死を分けた理由…“アース・クエイク” 平成18年春・東京大震災（予告スポットのみ）
  - 肉ばか〜日本一美味い肉料理今夜決定!〜（2010年10月22日）
  - ハートにジャストミート
  - 24時間テレビ 「愛は地球を救う」
  - THE 料理王
  - ガチガセ
  - 全国高等学校クイズ選手権（2014年 - 2015年）
  - 嵐にしやがれ
  - 究極の○×クイズSHOW!!超問!真実か?ウソか?
  - クイズ!あなたは小学5年生より賢いの?
  - 全国好きな嫌いなアナウンサー大賞
- TBS系
  - 櫻井有吉アブナイ夜会
  - 炎の体育会TV
  - キャプテン☆ドみの
  - ザ・神隠し（特番）
  - JホラーTV 特別編 日本のこわい夜（特番）
  - これが世界のスーパードクター!（特番）
  - THE 1億分の8→イチハチ（2009 - 2010年）
  - 白戸修の事件簿（2012年）
  - 世界の怖い夜!（特番）
  - 2014年余談大賞（2014年）
  - 財宝伝説は本当だった バミューダ海域に沈む400億円財宝船のお宝 今夜ついに大発見SP（2015年）
  - KAT-TUNの世界一タメになる旅!
  - 水トク! 世界がビビる夜
  - 林修の歴史ミステリー 世界の2大黄金伝説大発掘!新説!徳川埋蔵金&クレオパトラの墓（2018年1月3日）
  - 爆笑!さんまのご長寿グランプリ2018
  - 変装かくれんぼ ハイド＆シーク（特番、2018年12月8日- ）（第4回は玄田哲章が担当したため不参加）
  - ラヴィット!（不定期で金曜日のコーナー担当）
- フジテレビ系
  - マジック革命!セロ!!（年数回の不定期特番、2006年 - 2007年）
  - 脳内エステ IQサプリ（不定期）
  - 世界柔道
  - SRS-Special Ring Side
  - 奇跡体験!アンビリバボー
  - グータン〜自分探しバラエティ〜→空飛ぶグータン〜自分探しバラエティ〜（関西テレビ製作）
  - ワンナイR&R（「落武者」のみ）
  - 女子アナスペシャル
  - PRIDE
  - FUJIYAMA FIGHT CLUB
  - 藤原紀香の1ボトル（不定期特番、2006年・2007年に2回放送）
  - FNN選挙WARS〜改革の最終審判〜
  - FNNスーパー選挙2009 審判の日
  - おこりびと2（2010年）
  - からだの不思議ミラクルTV（2011年2月1日）
  - とんねるずのみなさんのおかげでした（『俺のキッチンスタジアム石橋』出場選手紹介）
  - 21世紀なのにまだまだあった!!世界の何だコレ!?ミステリーSP!!
    - 世界の何だコレ!?ミステリー

  - AKB48総選挙SP 2015（2015年6月6日）
  - ハンゲキ
  - キスマイBUSAIKU!?
  - 人生のパイセンTV
  - 訂正させてください〜人生を狂わせたスキャンダル〜（2016年9月9日・2017年3月31日）
  - THE SECOND 〜漫才トーナメント〜
- テレビ朝日系
  - Oh!どや顔サミット（朝日放送製作）
  - キングコングの動物図鑑
  - ガンリキ（不定期特番）
  - すくいず!『いきなりプレゼント GET OR LOST』
  - 一攫千金ヤマワケQ! "責任者はお前だ!" - 第1回、3回〜5回を担当（朝日放送製作）
  - ダイナマイト関西2008（朝日放送）
  - 緊急!世界サミットたけしJAPAN
  - Directors TV（2010年1月9日・3月21日放送）
  - お願い!ランキングGOLD（2010年10月16日 - 、主に「美食アカデミー」「ピリ辛!新商品オーディション」担当、まれに深夜版も担当）
  - 実録!世界の愛憎ミステリー 妻VS夫 殺しの修羅場ファイル
  - 人気声優200人が本気で選んだ!声優総選挙!3時間SP（2017年1月9日）
- テレビ東京系
  - お茶の間の真実〜もしかして私だけ!?〜
  - 仰天クイズ! 珍ルールSHOW
  - テレビ公開捜査THE指名手配 〜あなたの隣に犯人がいる（特番）
  - 木曜洋画劇場 - 予告（不定期）
  - 公式モバイルサイトの「副副音声」も担当する（こちらは毎週）
  - 水曜シアター9 - タイトルコール、予告（不定期）
  - 爆笑問題の100万円クイズ2
  - 超歴史ロマン完全決着SP
  - Road to UFC: Japan
  - 土曜スペシャル「有吉のぐるっと一周こんにちは旅」（2018年2月10日）
- CS放送等
  - Rock'n Fish （釣りビジョン）
  - お笑い登龍門ガッハ（登龍門F参照）（フジテレビ721、2006年3月放映分まで）
  - DREAM（会場、ペイ・パー・ビュー放送のみ。TBS系での放送時は差し替えられる）
  - がんばれ!エガちゃんピン（声の出演・ナレーション）

#### CM
特記の無い限りはテレビCMである
- トヨタ自動車「クラウンアスリート」「クラウンエステート」（1999年〜2000年）
- アサヒビール アサヒスーパードライ - ラジオCMもあり
- アサヒビール 企業編
- NEC携帯電話「FOMA N902i」
- ソニー・コンピュータエンタテインメントPSP「大物ソフト」編
- アデランス「バイタルヘアー」
- HEIWA「ぱちんこ桃太郎侍」
- マツダ「RX-8」
- 東洋ゴム工業「プロクセス」- ラジオCM
- タケダ「スコルバダッシュ」
- タカラ 忍者刑事シャドウ丸CM（1994年）
- タカラ サッカー刑事ドリルボーイ/超建設合体スーパービルドタイガーCM（1994年）
- コナミ 「がんばれゴエモン3 獅子重禄兵衛のからくり卍固め」（1994年）
- コナミ「がんばれゴエモン きらきら道中〜僕がダンサーになった理由〜」（1995年）
- コナミ「幻想水滸伝」（1995年）
- コナミ「実況パワフルプロ野球3」（1996年）
- コナミ「実況パワフルプロ野球5」（1998年）
- メディアリング「有限会社地球防衛隊」（1999年）
- コナミ「ディズニースポーツ」（2002年）
- バンダイ「仮面ライダー剣変身シリーズ」（2004年1月 - ）
- カシオ時計「オシアナス」（2004年11月）
- でん六でん六豆「赤塚不二夫の鬼の面プレゼント05年版」（2005年）
- 任天堂 ニンテンドーDS 「ジャンプアルティメットスターズ」（2006年11月）
- 三菱自動車「ランサーエボリューションX」（2007年）
- バンプレスト「カスタムビートバトル ドラグレイド」（2007年）
- ニコニコ動画「やれんのか! 大晦日! 2007」提供時報CM（2007年）
- 「ヤッターマン」（第2作）番宣スポット（2008年1月）
- mihimaru GT「ギリギリHERO」（2008年4月）
- 東京ディズニーシー サマーナイトタイムエンターテイメント「ボンファイアーダンス」（2008年8月）
- テレビ東京-CM 新宿7ライブシアター（2008年8月）
- バンダイ「大怪獣バトル ULTRA MONSTERS NEO」（2008年9月）
- 日本テレビ報道・バラエティ系CM全般 「ACTION週刊」「世界の果てまでイッテQ!」番宣他（2008年9月 - ）
- 劇場版DRAGONBALL THEMOVIE DVD単品リリース（2008年9月）
- 日清食品「チンするレンジシリーズ「ニッチン」」（2008年9月）
- 「戦国パチンコ花の慶次」（2008年10月）
- テレビ朝日-CM 「特命係長 只野仁」番宣（2008年11月）
- 「ヘルボーイ/ゴールデン・アーミー」（2009年1月）
- 「レッドクリフ Part IDVD発売」（2009年1月）
- エバラ食品「おろしのタレ」（2009年2月）
- 劇場版 超・仮面ライダー電王&ディケイド（2009年2月）
- 「戦国パチンコ花の慶次斬」（2009年3月）
- 劇場版 仮面ライダーディケイド オールライダー対大ショッカー（2009年5月）
- カプコン Wii「モンスターハンター3」（2009年6月）
- CD「ベストサマー」（2009年7月）
- 劇場版 仮面ライダーディケイド オールライダー対大ショッカー・侍戦隊シンケンジャー 銀幕版 天下分け目の戦（2009年7月）
- 「東京ディズニーシー」および「サマーナイトタイムエンターテイメント「ボンファイアーダンス」」（2009年7月） - ラジオCMもあり
- アサヒビール「クールドラフト」（2009年7月）
- 「仮面ライダーW」番宣（2009年8月）
- バンダイ「仮面ライダーW変身シリーズ」（2009年9月）
- ユニリーバ・ジャパン 「AXE INSTINCT」（2009年9月）
- ダイキン工業・空気清浄機（2009年9月）
- 劇場版「仮面ライダー×仮面ライダー W&ディケイド MOVIE大戦2010」（2009年10月）
- モスバーガー「とびきりハンバーグサンドチーズ」（2009年10月）
- ターミネーター4 DVDレンタル（2009年11月）
- 劇場版 銀魂 新訳紅桜編（2010年1月）
- 百年住宅（2010年2月） - 静岡ローカル
- スバル・キャッシュバックキャンペーン（2010年2月）
- ソニー・ピクチャーズエンタテインメント「サブウェイ123 激突」BD&DVDリリース（2010年2月）
- 劇場版「仮面ライダー×仮面ライダー×仮面ライダー THE MOVIE 超・電王トリロジー」（2010年3月）
- ノバルティス「ボルタレンAC」（2010年4月）
- 劇場版「TRIGUN」（2010年4月）
- 「仮面ライダー×仮面ライダー W&ディケイド MOVIE大戦2010」DVD・BDリリース（2010年4月）
- なか卯「なか卯の和風牛丼」（2010年5月）
- 日清食品「日清焼きそばUFO」（2010年6月）
- 劇場版「仮面ライダーW FOREVER AtoZ/運命のガイアメモリ」（2010年7月）
- バンダイナムコゲームス ニンテンドーDS用ソフト「仮面ライダーバトル ガンバライド カードバトル大戦」（2010年7月）
- CD「鋼の錬金術師 FULLMETAL ALCHEMIST FINAL BEST」（2010年7月）
- 「仮面ライダー×仮面ライダー×仮面ライダー THE MOVIE 超・電王トリロジー」DVD・BDリリース（2010年10月）
- 劇場版「仮面ライダー×仮面ライダー オーズ&ダブル feat.スカル MOVIE大戦CORE」（2010年11月）
- 劇場版「オーズ・電王・オールライダー レッツゴー仮面ライダー」（2011年1月）
- 「仮面ライダーW RETURNS 仮面ライダーアクセル」DVD・BDリリース（11年4月）
- バンダイ データカードダス「仮面ライダーバトル ガンバライド 005弾」（2011年5月）
- 「仮面ライダー×仮面ライダー オーズ&ダブル feat.スカル MOVIE大戦CORE」DVD・BDリリース（2011年5月）
- バンダイナムコゲームス ニンテンドーDS「オール仮面ライダー ライダージェネレーション」（2011年6月）
- 「劇場版 仮面ライダーオーズ WONDERFUL 将軍と21のコアメダル」（2011年6月）
- 第一三共ヘルスケア「カロヤンアポジカ」（2011年6月）
- ダイキンエアコン「うるるとさらら」（2011年6月）
- カプコン ニンテンドー3DS「モンスターハンター 3（トライ）G」（2011年9月）
- 映画「怪物くん」（2011年11月） - ラジオCMもあり
- ダイハツ工業「大ヒット！No.1フェア」（2013年6月）
- バンダイナムコゲームス PSP/PS Vita「ゴッドイーター2」（2013年11月）
- アイドルマスター シンデレラガールズ「ボイス争奪選挙篇」（2014年11月）
- バンダイ 「妖怪ウォッチ とりつきカードバトル 新たなる出会い」（2015年5月）
- バンダイ 「妖怪ウォッチ とりつきカードバトル ダークネスリベンジ」（2015年8月）
- NIBイベント DEJIMA博（2017年5月）
- 味の素 「おにぎり丸」（2017年9月）
- スシロー（2018年 - 2022年）
- エアトリ（2018年 - ）
- コナミ「実況パワフルプロ野球 パワフル高校掛け声篇」（2018年12月）
- チャンネルNECO番宣（2019年2月放送の銀魂）
- COCO'S「まんまるハンバーグ」（2019年1月）
- リンレイ ウルトラハードクリーナートイレ用（2015年9月 - ）

#### PV
- 乙女ゲームの破滅フラグしかない悪役令嬢に転生してしまった… アニメ化決定PV（2018年10月）[194]
- GANTZ:E コミックス第2巻発売記念PV（2021年4月）[195]
- 時々ボソッとロシア語でデレる隣のアーリャさん ストーリー紹介PV＆3巻紹介PV（2021年12月）[196]

### テレビドラマ
- こちら葛飾区亀有公園前派出所（ナレーション〈亀有神興キャノンボールCM〉）
- オルトロスの犬（臣司・涼介のお祖父さん）
- HiGH&LOW〜THE STORY OF S.W.O.R.D.〜（ナレーション）

### Webドラマ
- 銀魂2 -世にも奇妙な銀魂ちゃん-（2018年8月18日配信、dTV） - 長谷川泰三 役[197]

### 映画
- 紅い眼鏡（文明の部下）
- ケルベロス-地獄の番犬
- トーキング・ヘッド（半田原）
- 立喰師列伝（品田冬樹へのアテレコ・予告編ナレーション）
- 座頭市 (1989年の映画)
- テルマエ・ロマエII（アケボニウスの声）
- 帝都物語
- HiGH&LOWシリーズ（ナレーション）
- DTC -湯けむり純情篇- from HiGH&LOW（スナック「風下」のオーナー）
- 呪い返し師—塩子誕生（2022年10月、赤鬼 声）

### 舞台
- ドラマチックライブステージ「アイドルマスター SideM」（2022年6月16日 - 26日、天王洲 銀河劇場） - 齋藤孝司 役（声の出演）[198]
- 星降る街 2024（2024年7月6日、大手町三井ホール）[199]

### その他コンテンツ
- 裏ピーナッツ（「ピーナッツ」ナビゲートDVD）
- 映画「アドレナリン」予告編
- 映画「パパラッチ」予告編
- 映画「立喰師列伝」予告編
- TOMIX「モデルワールド Vol.16」（2000年、ナレーション）
- 『THE 夢人島 Fes.2006』VTRナレーション
- シュラキ（守屋幸道）
- ULTIMATE MC BATTLE決勝大会ナレーション（2006年より）
- 携帯コンテンツ「ザ・スターボウ」（ケタルス）
- バンダイガシャポン「サウンドロップコンパクトヱヴァンゲリオン新劇場版:序」（2008年7月、碇ゲンドウ）
- ニコニコ動画（2008年、エンディング）
- バンダイ 仮面ライダーW「DXダブルドライバー」（2009年9月、ガイアメモリ音声）
- らき☆すた in 武道館 あなたのためだから
- バンダイ『神羅万象チョコ ゼクスファクター』PV（2010年7月、ナレーション）
- バンダイ『神羅万象チョコ 七天の覇者』PV（狸将軍タケチヨ）
- 東京ダービー2011.5.4告知【東京ヴェルディ公式チャンネル】（ナレーション）
- バンダイガシャポン「サウンドロップコンパクトヱヴァンゲリオン新劇場版:破 第4弾」（2011年6月、碇ゲンドウ）
- バンダイ データカードダス「仮面ライダーバトルガンバライド」01-（2011年9月、ナレーション）
- コンビニエンスストア ファミリーマート店内放送「賭博黙示録カイジ」DVD-BOX（2011年9月、ナレーション）
- ニコニコ動画将棋電王戦PV
- THE IDOLM@STER SideM 1st STAGE〜ST@RTING!〜（2015年12月6日、齋藤孝司[200]）
- THE IDOLM@STER SideM 2nd STAGE〜ORIGIN@L STARS〜（2017年12月11日・12日、齋藤孝司）
- 戦闘車ナレーション（2017年）
- マンガ動画「社畜ねこ」（2021年、ねこ田およびナレーション[201]）
- アニメ放送40周年記念「超キン肉マン展」（2023年、ナレーション[202]）
- 高山質店（2025年4月より、2025年度CMナレーション）

## ディスコグラフィ

### キャラクターソング
| 発売日   | 商品名                                                                         | 歌                                                                                       | 楽曲                                                        | 備考                                                 |
| 1994年   | 1994年                                                                         | 1994年                                                                                   | 1994年                                                      | 1994年                                               |
| -------- | ------------------------------------------------------------------------------ | ---------------------------------------------------------------------------------------- | ----------------------------------------------------------- | ---------------------------------------------------- |
| 6月5日   | 爆れつハンターVC                                                               | じい（立木文彦）                                                                         | 「嗚呼 すばらしきかな 人生」                                | ドラマCD『爆れつハンター』関連曲                     |
| 1997年   |                                                                                |                                                                                          |                                                             |                                                      |
| 11月24日 | アンジェリークSpecial2 〜A LA MODE〜                                           | ヴィクトール（立木文彦）                                                                 | 「Mountain Road」                                           | ゲーム『アンジェリークSpecial2』関連曲               |
| 1998年   |                                                                                |                                                                                          |                                                             |                                                      |
| 2月1日   | アンジェリーク KISS KISS KISS                                                  | 教官&協力者                                                                              | 「一緒に歩こうよ」                                          | ゲーム『アンジェリークSpecial2』関連曲               |
| 2月1日   | アンジェリーク KISS KISS KISS                                                  | 語り：ヴィクトール（立木文彦）                                                           | 「今はまだ」                                                | ゲーム『アンジェリークSpecial2』関連曲               |
| 3月1日   | アンジェリーク Special2 協力者コレクション1 ヴィクトール / 約束                | ヴィクトール（立木文彦）                                                                 | 「約束」 「マウンテン・ロード（リミックス・ヴァージョン）」 | ゲーム『アンジェリークSpecial2』関連曲               |
| 12月2日  | アンジェリーク 〜White Dream〜                                                 | ヴィクトール（立木文彦）、エルンスト（森川智之）                                         | 「夢のありか」                                              | ゲーム『アンジェリークSpecial2』関連曲               |
| 2000年   |                                                                                |                                                                                          |                                                             |                                                      |
| 7月12日  | アンジェリーク 永遠のヴァカンス Vol.2〜La Foret〜                              | ヴィクトール（立木文彦）                                                                 | 「YO－HO 〜風と歌おう〜」                                   | ゲーム『アンジェリークSpecial2』関連曲               |
| 7月12日  | アンジェリーク 永遠のヴァカンス Vol.2〜La Foret〜                              | 語り：ヴィクトール（立木文彦）                                                           | 「STARS IN YOUR EYES」                                      | ゲーム『アンジェリークSpecial2』関連曲               |
| 2002年   |                                                                                |                                                                                          |                                                             |                                                      |
| 3月27日  | 超GALS!寿蘭 オリジナルサウンドトラック2                                        | 寿泰三（立木文彦）、刑事（中嶋聡彦）、巡査（栗山浩一）                                   | 「アニマル軍団のテーマ」                                    | テレビアニメ『超GALS!寿蘭』関連曲                    |
| 12月18日 | アンジェリーク Cherry Blossom 〜from Twinコレクション〜                        | ヴィクトール（立木文彦）、セイラン（岩永哲哉）、ティムカ（私市淳）                       | 「BRILLIANCE」                                              | ゲーム「アンジェリークシリーズ」関連曲               |
| 2003年   |                                                                                |                                                                                          |                                                             |                                                      |
| 3月19日  | アンジェリーク Cherry Blossom 〜from Twinコレクション〜                        | ヴィクトール（立木文彦）                                                                 | 「TOGETHER 〜道なき道を進め〜」                             | ゲーム「アンジェリークシリーズ」関連曲               |
| 10月22日 | アンジェリーク エトワール YELLOW                                               | ヴィクトール（立木文彦）                                                                 | 「未来に舵をとれ」                                          | ゲーム『アンジェリーク エトワール』関連曲            |
| 2005年   |                                                                                |                                                                                          |                                                             |                                                      |
| 3月9日   | アンジェリーク エトワール 〜花のシャングリ・ラ〜                               | ルヴァ（関俊彦）、ヴィクトール（立木文彦）                                               | 「希望の橋」                                                | ゲーム『アンジェリーク エトワール』関連曲            |
| 2006年   |                                                                                |                                                                                          |                                                             |                                                      |
| 4月19日  | アンジェリーク 〜Dear My Angel〜                                               | 聖獣の守護聖様                                                                           | 「明日を拓く者たち」                                        | ゲーム「アンジェリークシリーズ」関連曲               |
| 8月2日   | BLEACH BEAT COLLECTION 2nd SESSION：03 更木剣八&草鹿やちる&斑目一角&綾瀬川弓親 | 更木剣八（立木文彦）、草鹿やちる（望月久代）、斑目一角（檜山修之）、綾瀬川弓親（福山潤） | 「We」                                                      | テレビアニメ『BLEACH』関連曲                         |
| 8月2日   | BLEACH BEAT COLLECTION 2nd SESSION：03 更木剣八&草鹿やちる&斑目一角&綾瀬川弓親 | 更木剣八（立木文彦）                                                                     | 「COME to LIKE it. This FIGHT Now.」                        | テレビアニメ『BLEACH』関連曲                         |
| 2007年   |                                                                                |                                                                                          |                                                             |                                                      |
| 9月5日   | らき☆すた キャラクターソング Vol.004 高良みゆき                                | 高良みゆき（遠藤綾） / 台詞：立木文彦                                                    | 「たぶんかなり普通の休日」                                  | テレビアニメ『らき☆すた』関連曲                      |
| 2010年   |                                                                                |                                                                                          |                                                             |                                                      |
| 12月15日 | ブリコン 〜BLEACH CONCEPT COVERS〜                                             | 更木剣八（立木文彦）                                                                     | 「TONIGHT,TONIGHT,TONIGHT」                                 | テレビアニメ『BLEACH』関連曲                         |
| 2015年   |                                                                                |                                                                                          |                                                             |                                                      |
| 1月28日  | ワンピース ニッポン縦断！ 47クルーズCD at 広島 サカズキ［赤犬］                | サカズキ［赤犬］（立木文彦）                                                             | 「RED DOG RED」                                             | テレビアニメ『ONE PIECE』関連曲                      |
| 2017年   |                                                                                |                                                                                          |                                                             |                                                      |
| 10月25日 | ALL FOR SMILE!                                                                 | 三神遙人（森川智之）、須佐誠（立木文彦）、五月女一花（緑川光）                           | 「ALL FOR SMILE!」                                          | テレビアニメ『ドリフェス!』関連曲                    |
| 2018年   |                                                                                |                                                                                          |                                                             |                                                      |
| 4月25日  | アイドルマスター SideM BD・DVD第5巻特典CD 315プロダクション社歌                | プロデューサー（石川界人）、山村賢（河西健吾） with 齋藤孝司（立木文彦）                 | 「嗚呼、情熱に星は輝く 〜315プロダクション社歌〜」          | テレビアニメ『アイドルマスター SideM』関連曲         |
| 2022年   |                                                                                |                                                                                          |                                                             |                                                      |
| 12月21日 | THE IDOLM@STER SideM GROWING SIGN@L 15 Take a StuMp!                           | 315 STARS［齋藤孝司（立木文彦）］                                                        | 「DRIVE A LIVE」                                            | ゲーム『アイドルマスター SideM GROWING STARS』関連曲 |

### その他参加楽曲
| 発売日  | 商品名                                        | 歌                                                       | 楽曲                                                  | 備考                                                              |
| 1989年  | 1989年                                        | 1989年                                                   | 1989年                                                | 1989年                                                            |
| ------- | --------------------------------------------- | -------------------------------------------------------- | ----------------------------------------------------- | ----------------------------------------------------------------- |
| 6月5日  | 機動戦士SDガンダム 私をコロニーに連れてって   | 立木文彦、西村智博                                       | 「SDガンダム・パラダイス」                            | OVA『機動戦士SDガンダム』イメージソング                           |
| 8月5日  | 機動戦士SDガンダム TOKYO SHUFFLE              | 西村智博、立木文彦                                       | 「ぺ・ぺ・ぺのぺ」                                    | 劇場アニメ『機動戦士SDガンダム 嵐を呼ぶ学園祭』エンディングテーマ |
| 1991年  |                                               |                                                          |                                                       |                                                                   |
| 5月16日 | 機動戦士SDガンダム・こちらマッケンジー探偵社  | 板橋亜美、立木文彦                                       | 「What do you want? II」 「アディオス・DE・ガンダム」 | OVA『機動戦士SDガンダム』関連曲                                   |
| 1992年  |                                               |                                                          |                                                       |                                                                   |
| 7月22日 | 今賀瞬〜バーストマン愛しのソングブックVol.1〜 | 石原慎一、立木文彦                                       | 「My Longest Summer」                                 |                                                                   |
| 7月22日 | 今賀瞬〜バーストマン愛しのソングブックVol.1〜 | 横内美智代、西村智博、立木文彦、玉川紗己子、石原慎一     | 「夢を追いかけて」                                    |                                                                   |
| 7月22日 | 今賀瞬〜バーストマン愛しのソングブックVol.1〜 | 石原慎一、立木文彦、千葉繁、中村大樹、真砂勝美、伊崎寿克 | 「痔頃 -伝説のジゴロ・タートル石川に捧げる-」         |                                                                   |
| 1994年  |                                               |                                                          |                                                       |                                                                   |
| 11月3日 | CARNIVAL・BABEL 〜カルナバル・バベル〜        | TAKADA BAND                                              | 「CARNIVAL・BABEL 〜カルナバル・バベル〜」            | テレビアニメ『BLUE SEED』オープニングテーマ                       |
| 11月3日 | CARNIVAL・BABEL 〜カルナバル・バベル〜        | TAKADA BAND                                              | 「夜はねむらない -FOR THE LONELY CITY GIRL-」         |                                                                   |